# 香椎宮

鳥居

香椎宮（かしいぐう）は、福岡県福岡市東区香椎にある神社。勅祭社。旧社格は官幣大社で、現在は神社本庁の別表神社。
「香椎神宮」と誤記される場合もあるが、正しくは「香椎宮」である。

## 概要
福岡市北部、立花山南西麓に鎮座する。古代には神社ではなく霊廟に位置づけられ、仲哀天皇・神功皇后の神霊を祀り「香椎廟（かしいびょう）」や「樫日廟」などと称された。「廟」の名を持つ施設として最古の例であったが、平安時代中頃からは神社化し、類例のない特殊な変遷を辿った。上記のように天皇・皇后の神霊を祀るという性格から、戦前の近代社格制度においては最高位の官幣大社に位置づけられ、現在も勅祭社として10年に一度天皇からの勅使の参向を受ける神社である。
境内の社殿のうち、特に本殿は江戸時代後期の再建時のもので、「香椎造（かしいづくり）」と称される独特の構造であり国の重要文化財に指定されている。祭事としては、10年に一度勅祭が斎行されるほか、現在も仲哀天皇・神功皇后の命日に神事が行われている。

## 社名
史料上で見える呼称は次の通り。いずれも読みは「かしい」（歴史的仮名遣では「かしひ」）。
- 香椎廟 - 『万葉集』[原 1]、六国史（複数）
- 香椎宮 - 六国史（複数）
- 香椎廟宮 - 『日本三代実録』[原 2]
- 哿襲宮 - 『筑前国風土記』[原 3]
- 樫日廟 - 六国史（複数）
- 香襲宮 - 『続日本後紀』[原 4]
- 香襲廟宮 - 『日本三代実録』[原 5]
- 橿日廟 - 『延喜式』[原 6]
- 橿日廟宮 - 『延喜式』[原 7]
- 借飯廟宮 - 『諸神根源抄』

香椎宮の創建以前にあったとされる仲哀天皇の行宮（仮宮）は、『日本書紀』において「橿日宮」、『古事記』において「訶志比宮」、『新撰姓氏録』では「橿氷宮」と表記されている。
「香椎」とは『和名抄』にも糟屋郡香椎郷として見える古い地名であるが、『筑前国続風土記』ではその由来について、椎の木に仲哀天皇の棺を掛けたときに異香が漂ったことに由来するとしている。そのほか、「かしい」は首都や大村の意味とする説がある（「香椎#歴史」も参照）。

## 祭神
祭神は次の4柱。
主祭神
- 仲哀天皇（ちゅうあいてんのう） - 第14代天皇。
- 神功皇后（じんぐうこうごう） - 仲哀天皇皇后。

配祀神
- 応神天皇（おうじんてんのう） - 第15代天皇。仲哀天皇皇子。
- 住吉大神（すみよしのおおかみ）

### 祭神について
文献では祭神に関して、

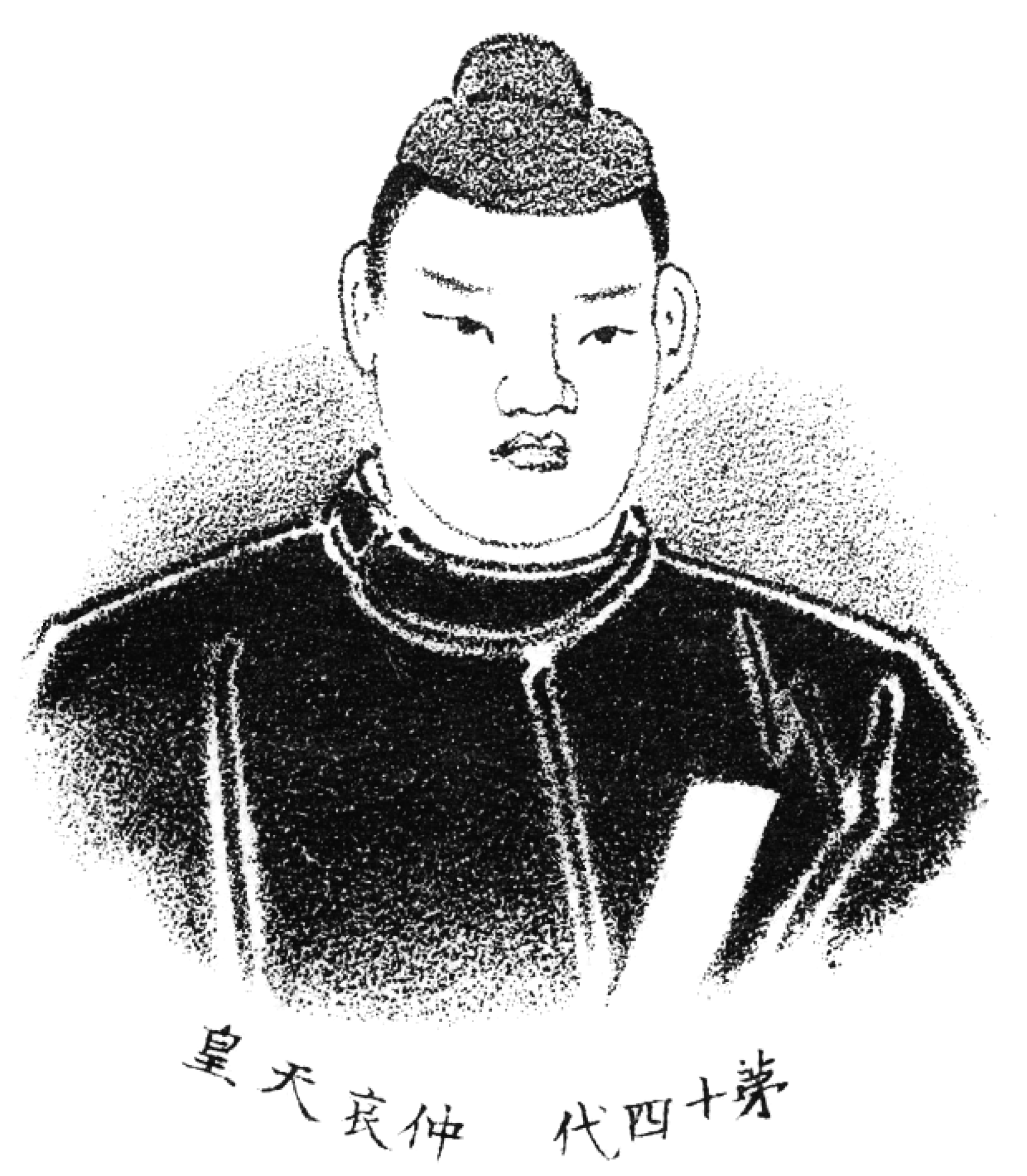
仲哀天皇（第14代天皇）香椎の地に行宮「橿日宮」を営み、同地で没する。

- 神功皇后祭神説 - 『兵範記』、『宇佐託宣集』、『諸神記』、『伊呂波字類抄』
- 仲哀天皇祭神説 - 『宋史日本伝』
- 神功皇后・応神天皇・住吉大神の祭神3柱説 - 社伝、『筑前国続風土記』
- 神功皇后・武内宿禰・応神天皇・住吉大神の祭神4柱説 - 『二十二社註式』

などの諸説が存在する。近世の『筑前国続風土記』では「神功皇后、相殿左八幡大神、右住吉大神」と記載されており、明治4年（1871年）の神祇官への届け出もそれを踏襲している。その後、大正4年（1915年）に仲哀天皇の神霊が摂社の古宮から本殿に遷座・合祀されたため、以後は祭神を上記4柱としている。
香椎宮の社伝や『福岡県神社誌』の解釈では、元々は仲哀天皇・神功皇后の両方が祭神であったとしており、初めに仲哀天皇の神霊が天皇崩御時から行宮跡地の廟（かつての摂社古宮大明神）に祀られ、次いで神功皇后の神霊が神亀元年（724年）の新廟（現在の本宮）に祀られ、これらの並列する二廟が「香椎廟」と総称されたとする。上記の文献に見える神功皇后祭神説は、後世に神功皇后信仰が盛んになったためとする。
なお『宇佐託宣集』や『八幡愚童訓』では、香椎宮の神を「大帯姫（おおたらしひめ）」と記している。このことから、オオタラシヒメ伝承が神功皇后伝説の元伝承になったと見なす説や、『延喜式』神名帳で豊前国宇佐郡に見える「大帯姫廟神社」（現・宇佐神宮の三之御殿）と香椎宮とを関連づける説がある。

## 歴史

### 創建

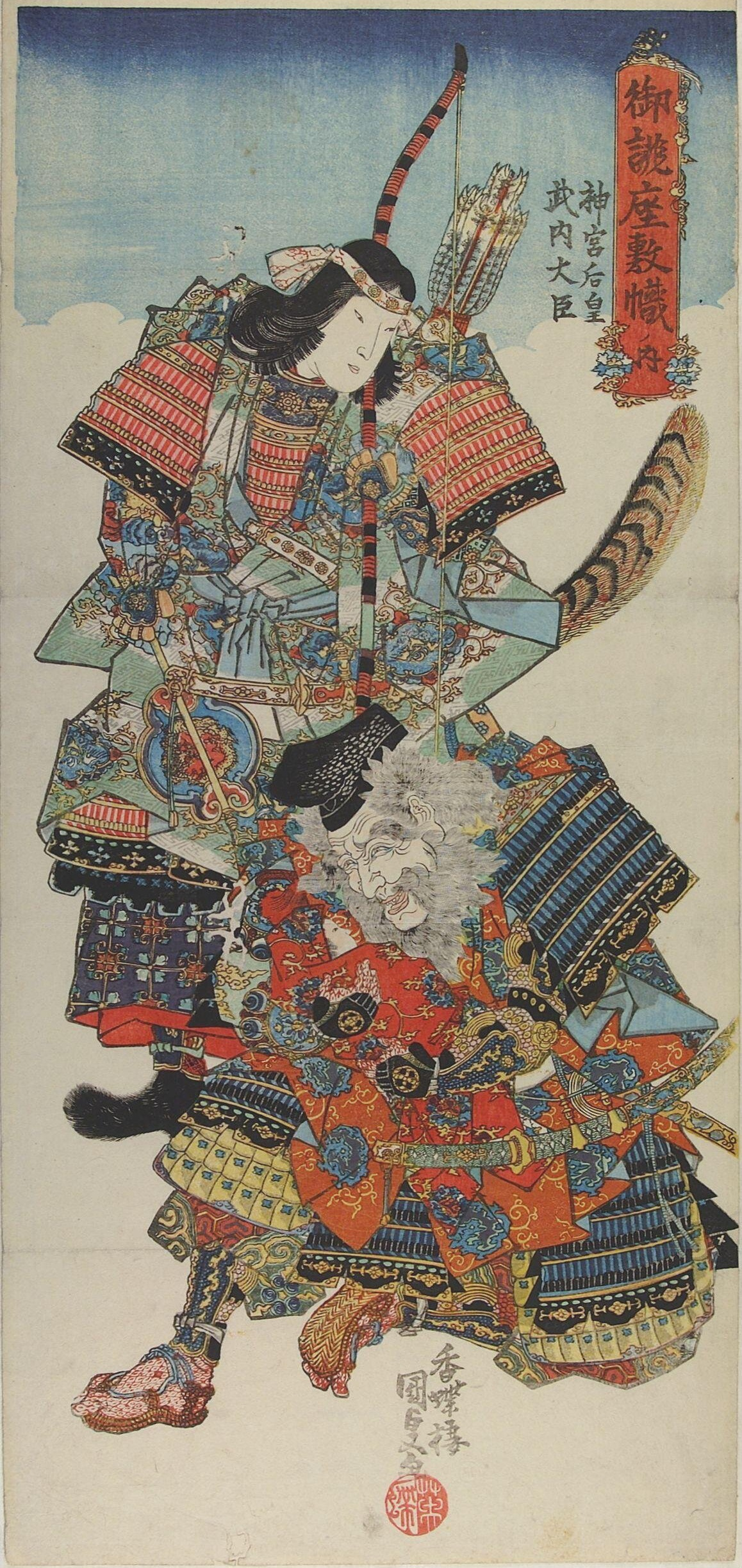
神功皇后と武内宿禰
（歌川国貞画）

『日本書紀』『古事記』によると、仲哀天皇8年に天皇は熊襲征伐のための西征で筑紫の行宮の橿日宮（かしひのみや、記：訶志比宮）に至ったが、仲哀天皇9年に同地で崩御したという。香椎宮の社記『香椎宮編年記』によれば、その後養老7年（723年）2月6日に神功皇后の神託があったため造営を始め、神亀元年（724年）12月20日に廟として創建されたとする。現在の香椎宮社伝では、仲哀天皇9年時点ですでに神功皇后の手で仲哀天皇廟が建てられたとした上で、さらに養老7年の皇后の託宣により神亀元年に皇后廟も建てたので、これら二廟をもって創建とし「香椎廟」と総称された、としている。
後述の通り、創建当初から10世紀中頃まで香椎宮は文献では「廟」すなわち霊廟として記され、他の神社とは性格を異にする。古代に神社と霊廟がどのように区別されていたかは明らかでないが、日本土着の信仰としてではなく、中国・朝鮮の宗廟思想を背景として創建されたする指摘があり、中には異国の祖廟とする説もある。文献では香椎廟と新羅との深い関係が見られ、新羅と事があるごとに奉幣が行われている。ただし日本・新羅間が最も緊張した斉明天皇・天智天皇の時期（7世紀後半）に記事は見えず、文献上では神亀5年（728年）11月が初見になるため（『万葉集』）、史実の上でもその間の創建とされる。
香椎宮の鎮座する糟屋郡一帯は、6世紀前半の磐井の乱に際して筑紫君葛子から糟屋屯倉として献上され、ヤマト王権の朝鮮半島進出の足がかりをなしたことが知られる。この一帯で神功皇后伝説が広く分布することに関して、ヤマト王権が糟屋一帯を支配強化するに伴い、一帯の古伝承が神功皇后伝説へと換骨奪胎されたとする説がある。仲哀天皇・神功皇后は初期天皇の中でも特に実在性が疑問視される人物であるが、そうして創出された神功伝説と仲哀天皇の行宮伝承が結びついた結果、天皇・皇后の廟が営まれるに至ったとする説もある。香椎一帯は古代の遺跡が分布し古くから開けていたことが知られ、『日本三代実録』では香椎廟と志賀島の海人とのつながりが深い様子も見られることから、海人族を通じた海外交渉の存在を香椎宮の起源を巡る要素として指摘する説などもある。

### 概史

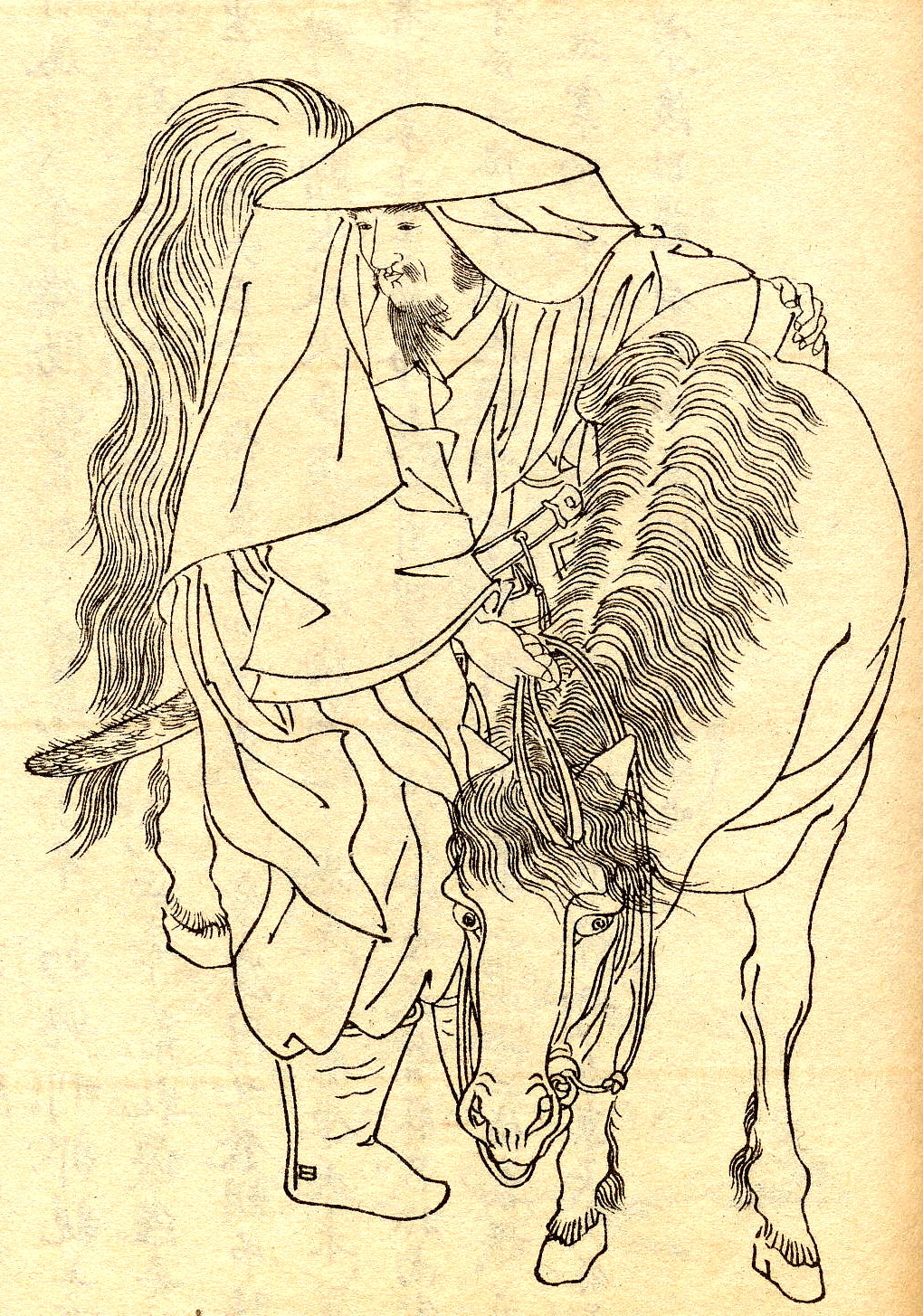
大伴旅人（菊池容斎画『前賢故実』）香椎廟に参詣して詠んだ歌が『万葉集』に見える。

#### 古代
『万葉集』では、神亀5年（728年）11月に大宰帥大伴旅人・大弐小野老・豊前守宇努男人ら3人が「香椎廟」を参詣し詠んだ歌（後掲）が記されるが、これが確かな史料としての初見になる。『筑前国風土記』逸文では、当時は筑紫国に至ればまず「哿襲宮（かしいのみや）」に参詣することを例としたと見える。
国史では、天平9年（737年）・天平宝字3年（759年）・天平宝字6年（762年）に、新羅の無礼を報告する奉幣が伊勢神宮（三重県伊勢市）・大神神社（奈良県桜井市）・住吉神社（福岡県福岡市）・宇佐神宮（大分県宇佐市）と併せて香椎廟にもなされた旨が記されている。また弘仁元年（810年）には薬子の変に関する奉幣、天長10年（833年）には仁明天皇即位に関する奉幣などの記事が見られるほか、以後も即位・天災・外寇の度に朝廷から奉幣を受けている。以上の一方で、神社ではなく廟であったため他の神社のような神階叙位の記事はない。
承和14年（847年）には唐から帰国した円仁が「香椎明神」に経の転読を行なったほか、仁寿2年（852年）には円珍が入唐前に同神に対して博太浜で経の奉読を行なっている。
延長5年（927年）成立の『延喜式』のうち、「神名帳」に記載はないが、「式部上」には神宮司ではなく廟司（橿日廟司）を置いた旨の記載や、同じく「式部上」には「橿日廟宮舎人一人」の記載があるほか、「民部式」には「香椎宮」に守戸一烟と見え、山陵（天皇陵）に準じる特殊な位置づけにあった。また『和名抄』に見える地名のうちでは、現鎮座地は糟屋郡香椎郷に比定される。
天元2年（979年）の「太政官符」では「大宮司を置く」と見え、10世紀後半頃からは他の神社と同様の扱いを受けるようになっている。また史料によると香椎宮は度々焼亡しているが、その報を受けた朝廷では5日間にもわたって廃朝を行なっている。平安時代以降、香椎宮は九州で宇佐神宮に準じる位置づけにあり、事あるごとに宇佐香椎使（和気使）が朝廷から派遣されたほか、伊勢神宮・氣比神宮・石清水八幡宮とともに「本朝四所」の一所にも数えられた。

#### 中世から近世
保延6年（1140年）には、大山寺（竈門神社神宮寺）・筥崎宮・香椎宮の神官・僧徒が大宰府以下の屋敷を焼き打ちする事件を起こし、社領が石清水八幡宮領から大宰府領に編入された。仁安元年（1166年）に平頼盛が大宰大弐として赴任した際には、本家職は蓮華王院に寄進され、領家職は頼盛が有した。頼盛の死後、建久8年（1197年）からは石清水八幡宮領に返付され、その後は長らく石清水八幡宮の支配下にあったが、元寇頃から先は豊後大友氏の支配下となった。
香椎宮後背の立花山には大友氏の立花山城が築城されたが、天正14年（1586年）にその城が島津氏の侵攻を受けて香椎宮も社殿を焼失、さらに豊臣秀吉から社領も没収されて荒廃したという。その後に入った小早川隆景は神田寄進と社殿造営を行なったが、小早川秀秋は再び領地を没収している。
江戸時代には福岡藩主黒田氏から崇敬を受け、社領として天和3年（1683年）には3代藩主黒田光之から30石、延享元年（1744年）には6代藩主黒田継高から70石、文政3年（1820年）には10代藩主黒田斉清から50石の寄進を受けた。また社殿は、寛永14年（1637年）に本殿・拝殿が焼失したが、寛永21年（1644年）に2代藩主黒田忠之によって再建され、さらに享和元年（1801年）に10代斉清によって改築されるなどの整備を受けた。現在の本殿（国の重要文化財）は、この斉清による享和元年時の再建になる。別当寺はかつて16坊あったというが、江戸時代には護国寺のみであった。

#### 近代以降
明治維新後、明治4年（1871年）6月に近代社格制度において国幣中社に列し、明治18年（1885年）には官幣大社に昇格した。大正13年（1924年）には、10年に一度の勅使参向も定められている。戦後は神社本庁の別表神社に列している。

## 境内

### 社殿

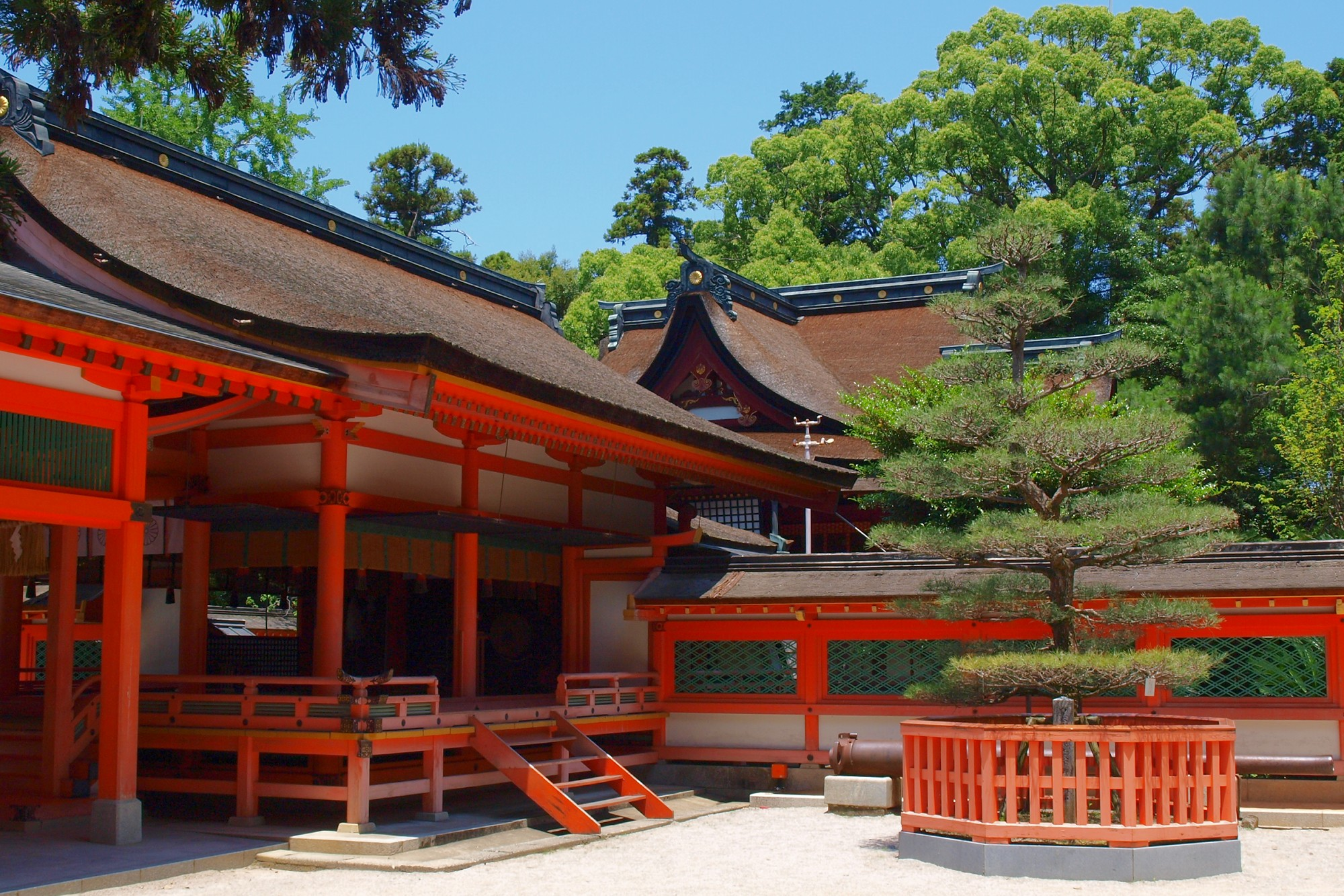
右に本殿（国の重要文化財）、左に幣殿

主要社殿は本殿・幣殿・拝殿からなる。そのうち本殿は、享和元年（1801年）の福岡藩主10代黒田長順（黒田斉清）による再建で、南面して建てられている。身舎は桁行三間・梁間三間、入母屋造（正面に千鳥破風を付す）で、左右側面に各一間に車寄を付し、正面と左右側面にはそれぞれ向拝一間を付す。屋根は檜皮葺。内部は梁間三間を外陣・内陣・内々陣に分け、かつ外陣左右に「獅子間」一間を有する。このような構造の起源は明らかでなく、香椎宮本殿にしか見られない独特なもので「香椎造（かしいづくり）」と称される。この本殿は国の重要文化財に指定されている。
本殿前に建てられる幣殿は、一般的な神社でいう拝殿に相当する建物であるが、香椎宮では古来勅使が幣帛を捧げる場所であるとして「幣殿」と称されている。この幣殿からは左右に透塀が伸び、本殿を取り囲む。また幣殿前に建てられる拝殿は土間敷で、正面には「香椎宮」の勅額が掲げられている。これら社殿群の正面には中門が位置し、この中門の左右には回廊が接続する。これら本殿に続く社殿群は、明治31年（1898年）頃の再建になる。以上のほか、丘陵の麓に位置する楼門は明治36年（1903年）の再建になる。
また、中門内には奏楽殿・神輿庫・神饌所が、中門外には勅使館（勅使宿泊所）・絵馬堂などの社殿がある。

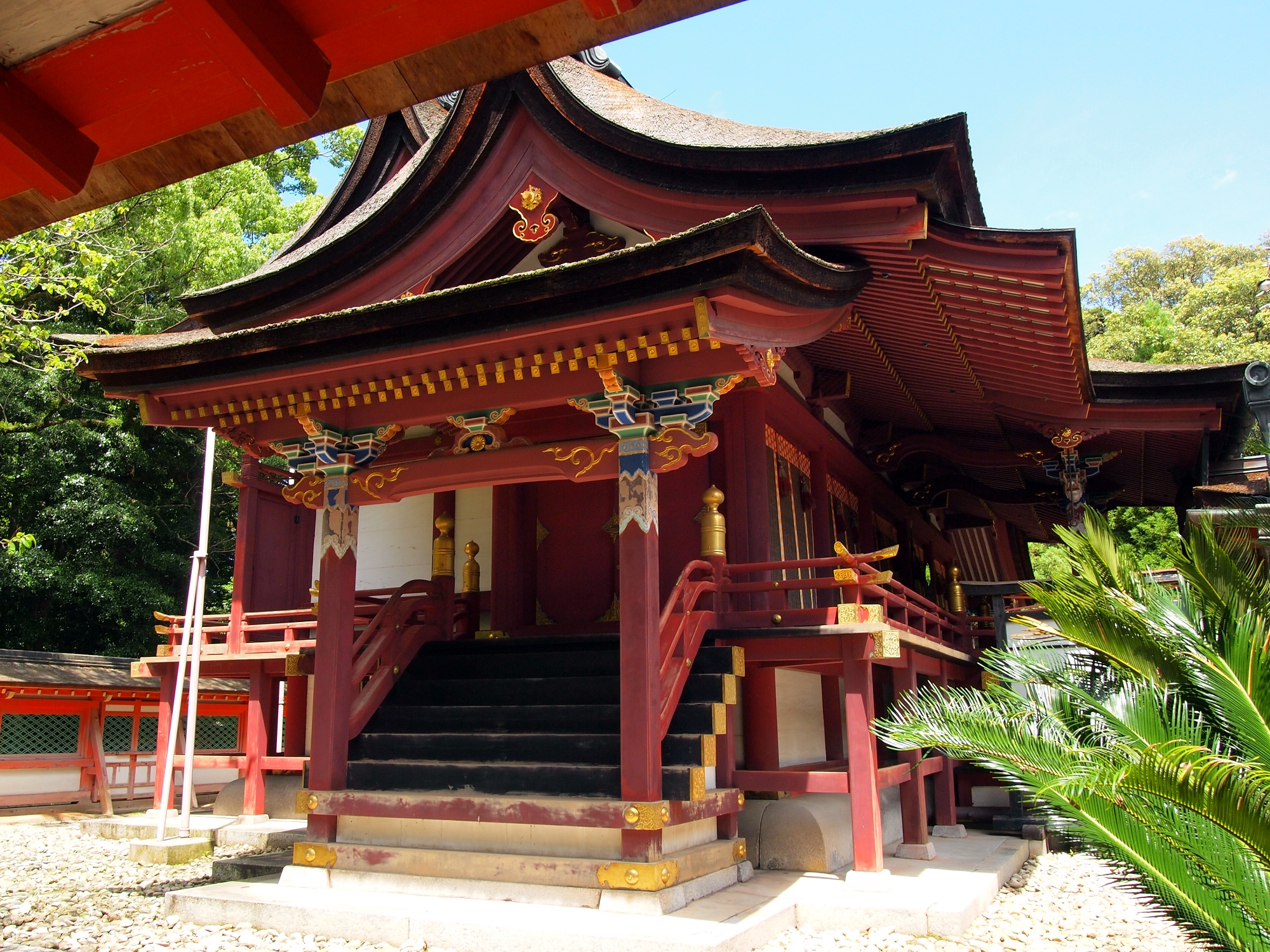
本殿（側面）
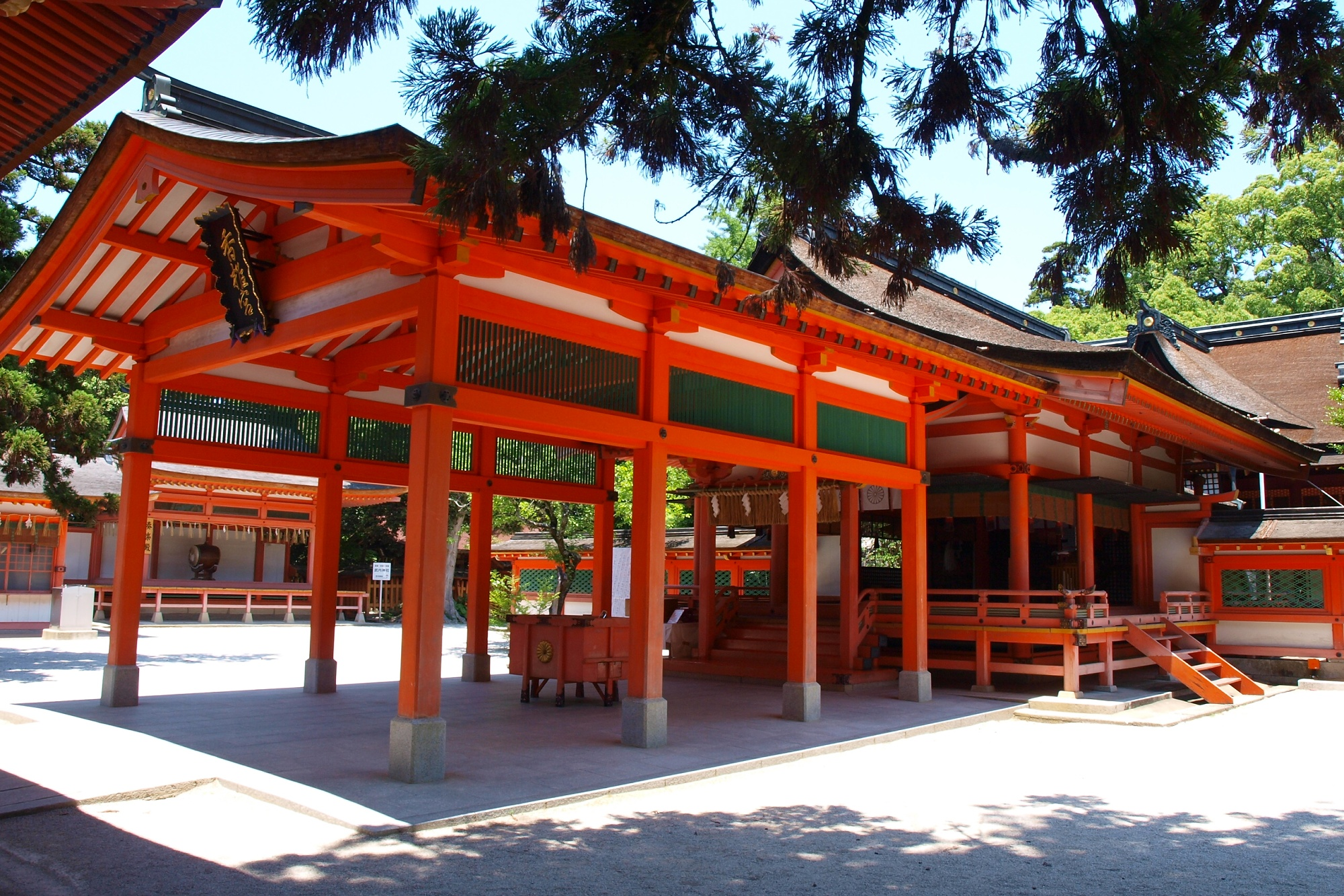
拝殿（左）と幣殿（右奥）
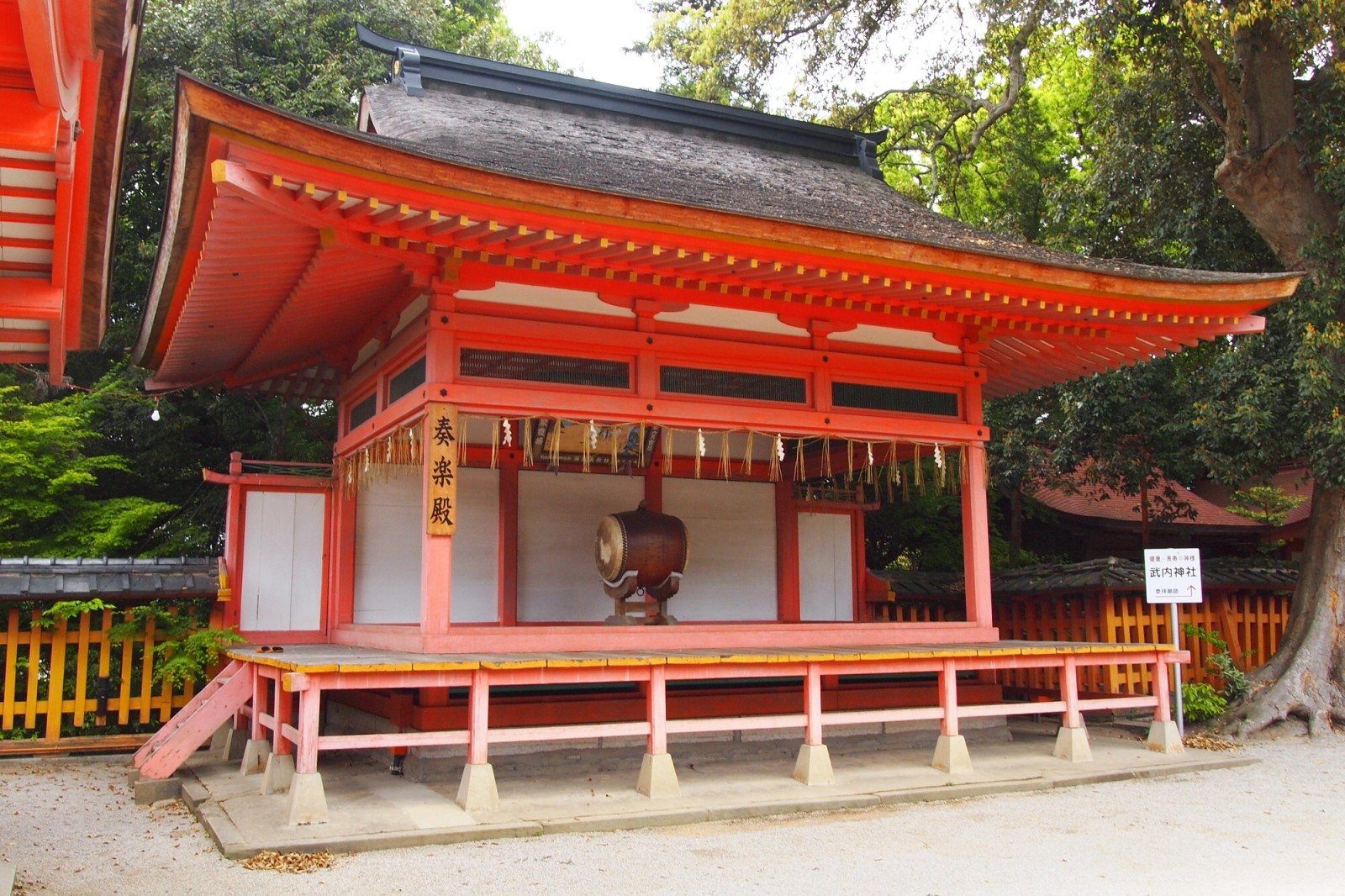
奏楽殿
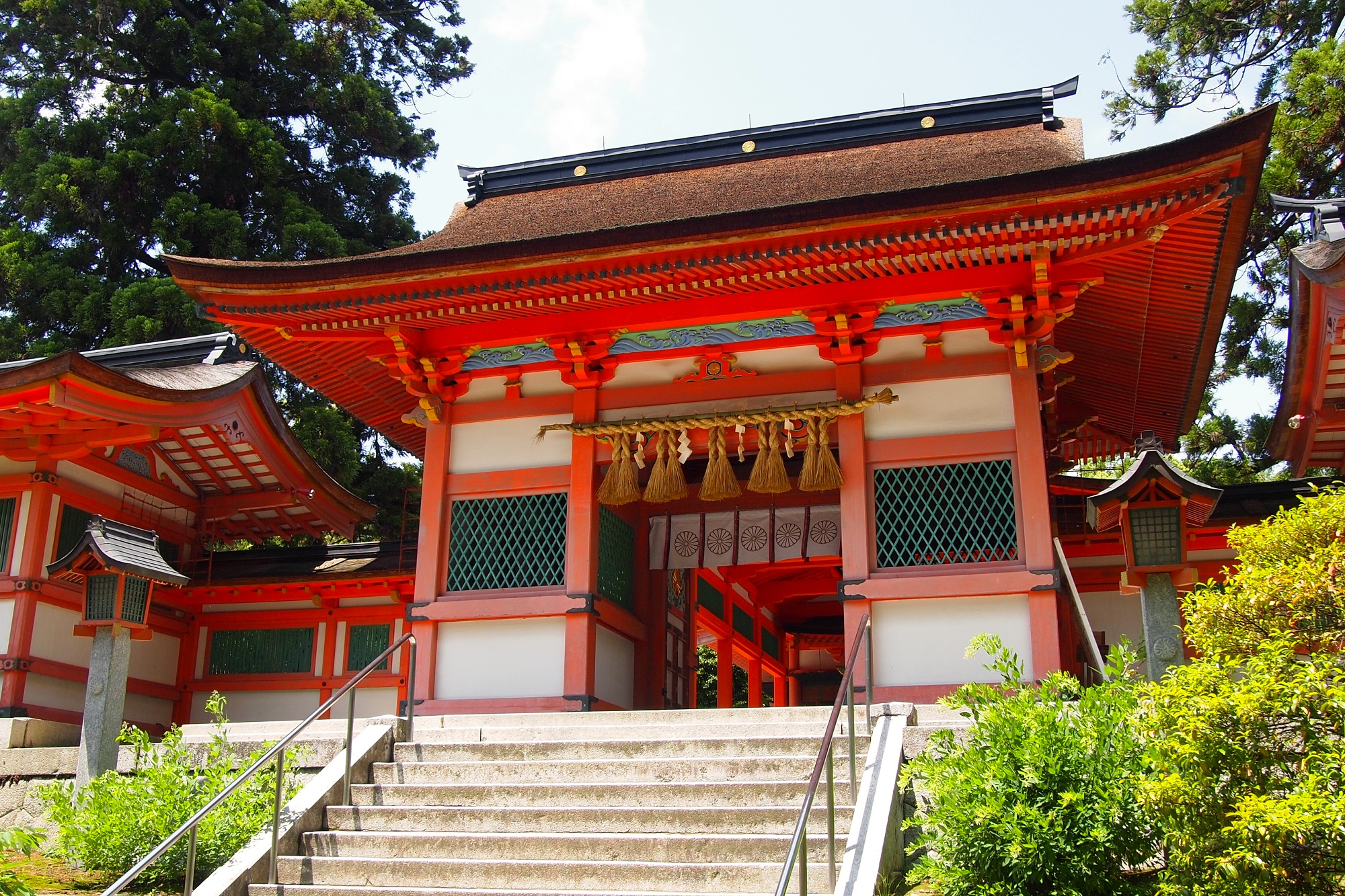
中門
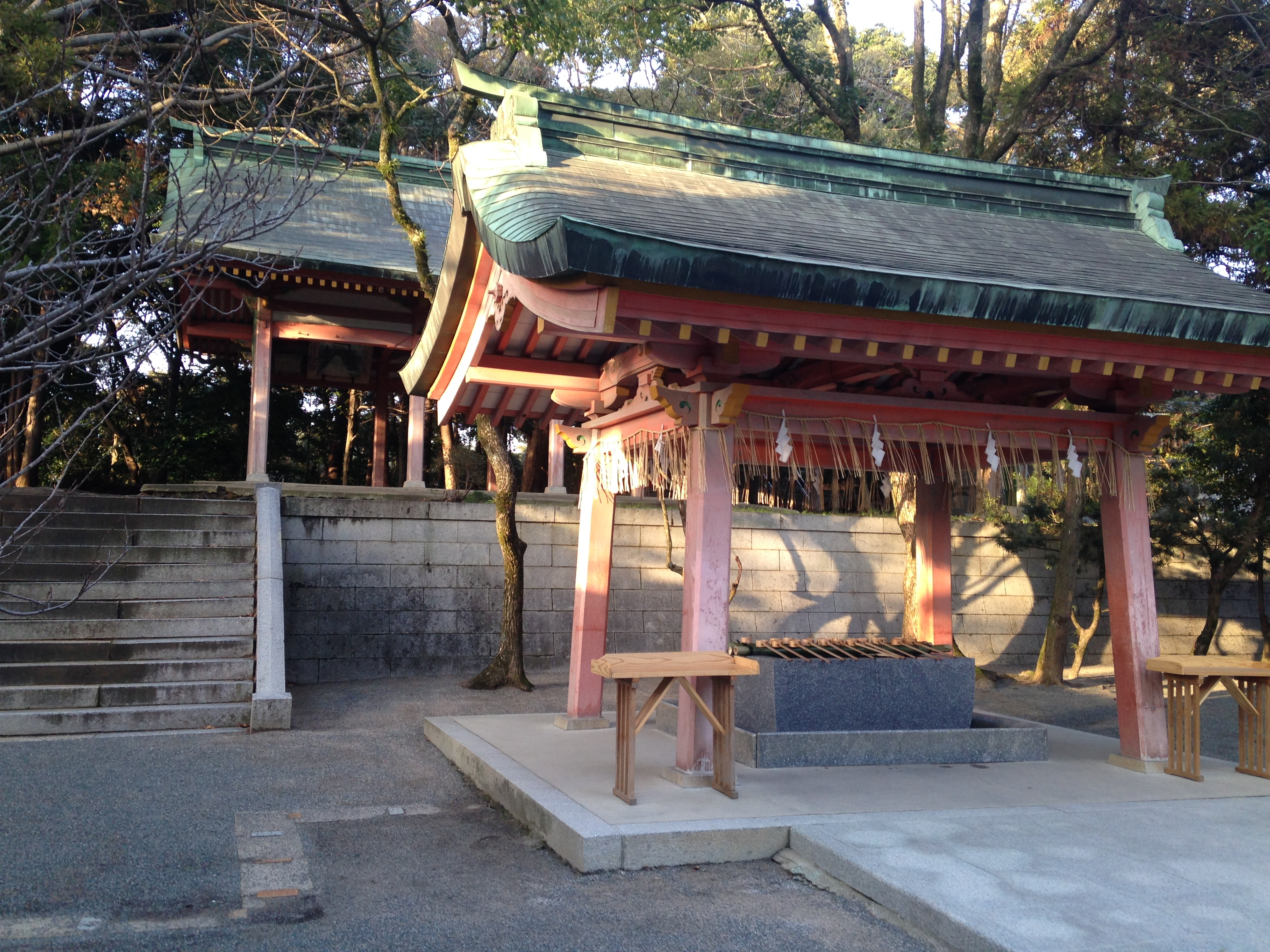
手水舎（手前）と絵馬堂（奥）
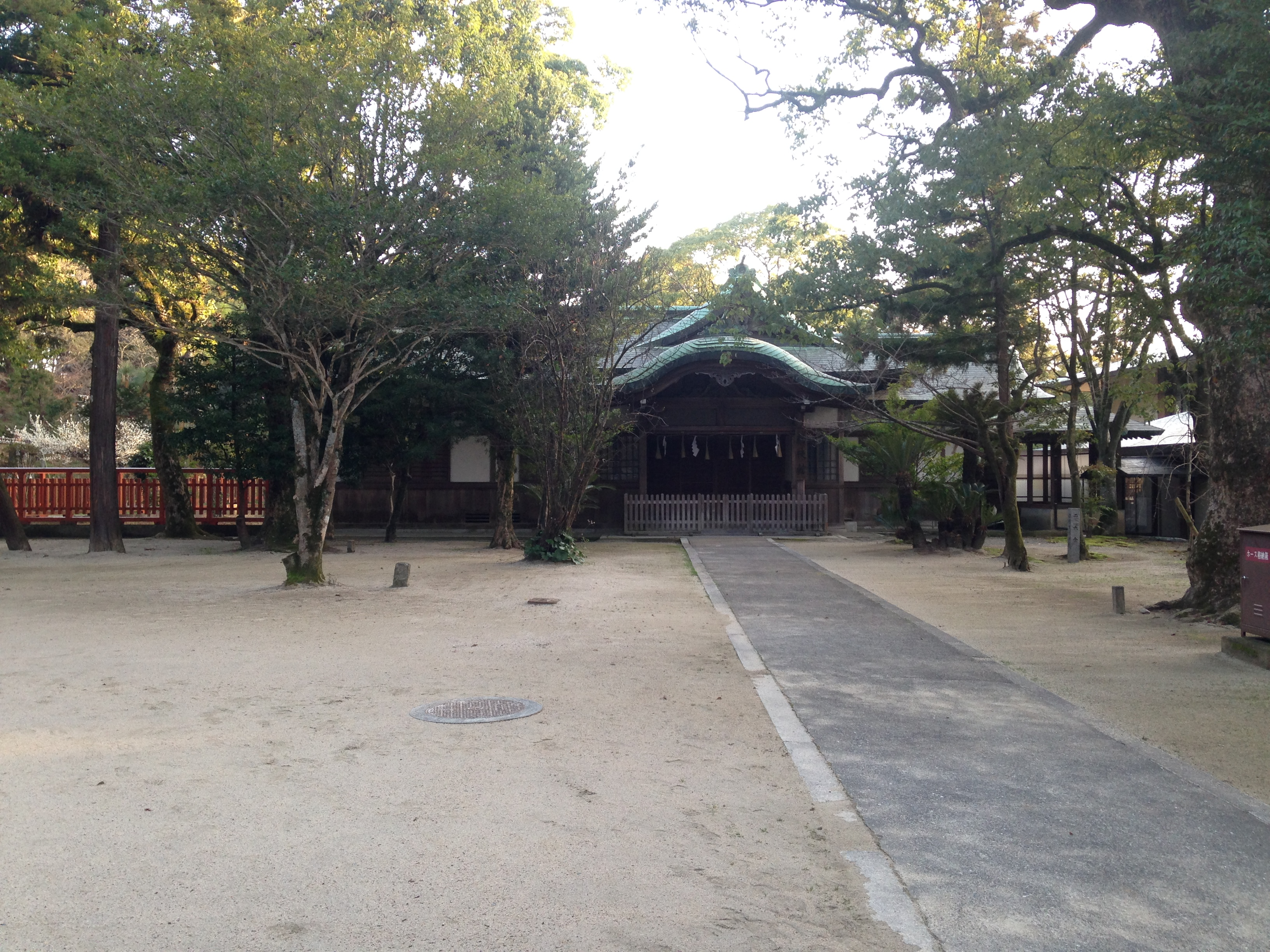
勅使館
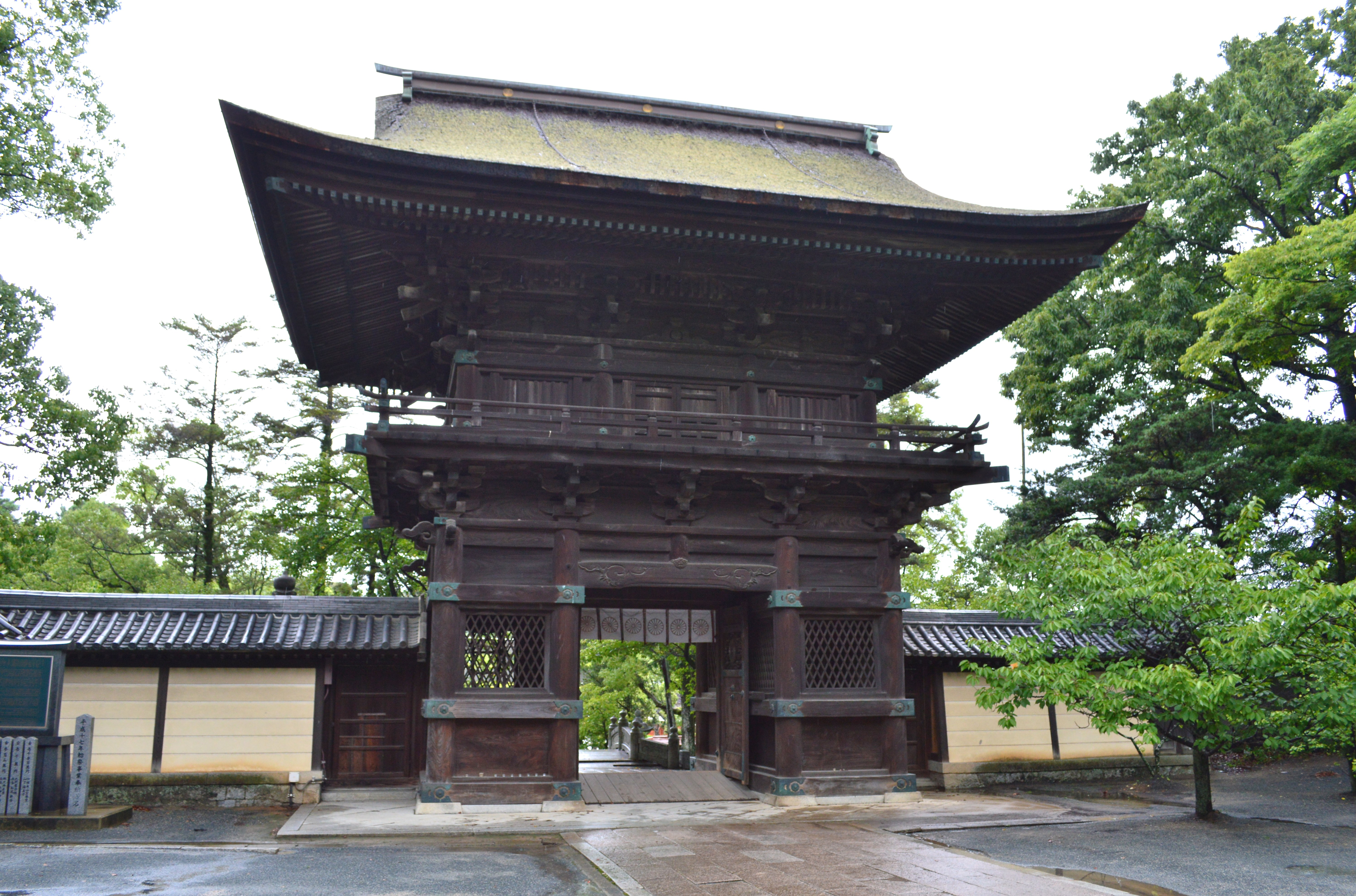
楼門

### 旧跡

古宮筑紫橿日宮伝承地で、仲哀天皇廟跡。

古宮
「ふるみや」。本殿から北東方に所在する。仲哀天皇の営んだ仮宮「橿日宮（訶志比宮）」の伝承地で、仲哀天皇の廟跡と伝える。大正4年（1915年）までは仲哀天皇を祀る祠が存在したが、同年に本殿に合祀されている。玉垣内には、仲哀天皇の棺を掛けたという神木「香椎」（棺掛椎<かんかけのしい>）が立つ。付近には「仲哀天皇大本営御旧蹟」碑も建てられている。
綾杉
「あやすぎ」。中門前の広場に立つ神木。「綾杉」の木名は、杉の葉が交互に生える様を綾に例えたことによる。神功皇后が三韓征伐から帰国した際、剣・鉾・杖の三種宝を埋め、鎧の袖に挿していた杉枝を本朝鎮護祈願で植えたものという。大宰帥に任じられた者は、香椎宮に参拝して神職からこの杉の葉を冠に挿される例であったとする。『新古今和歌集』などでは、この綾杉に関して読んだ歌が収められている（後掲）。

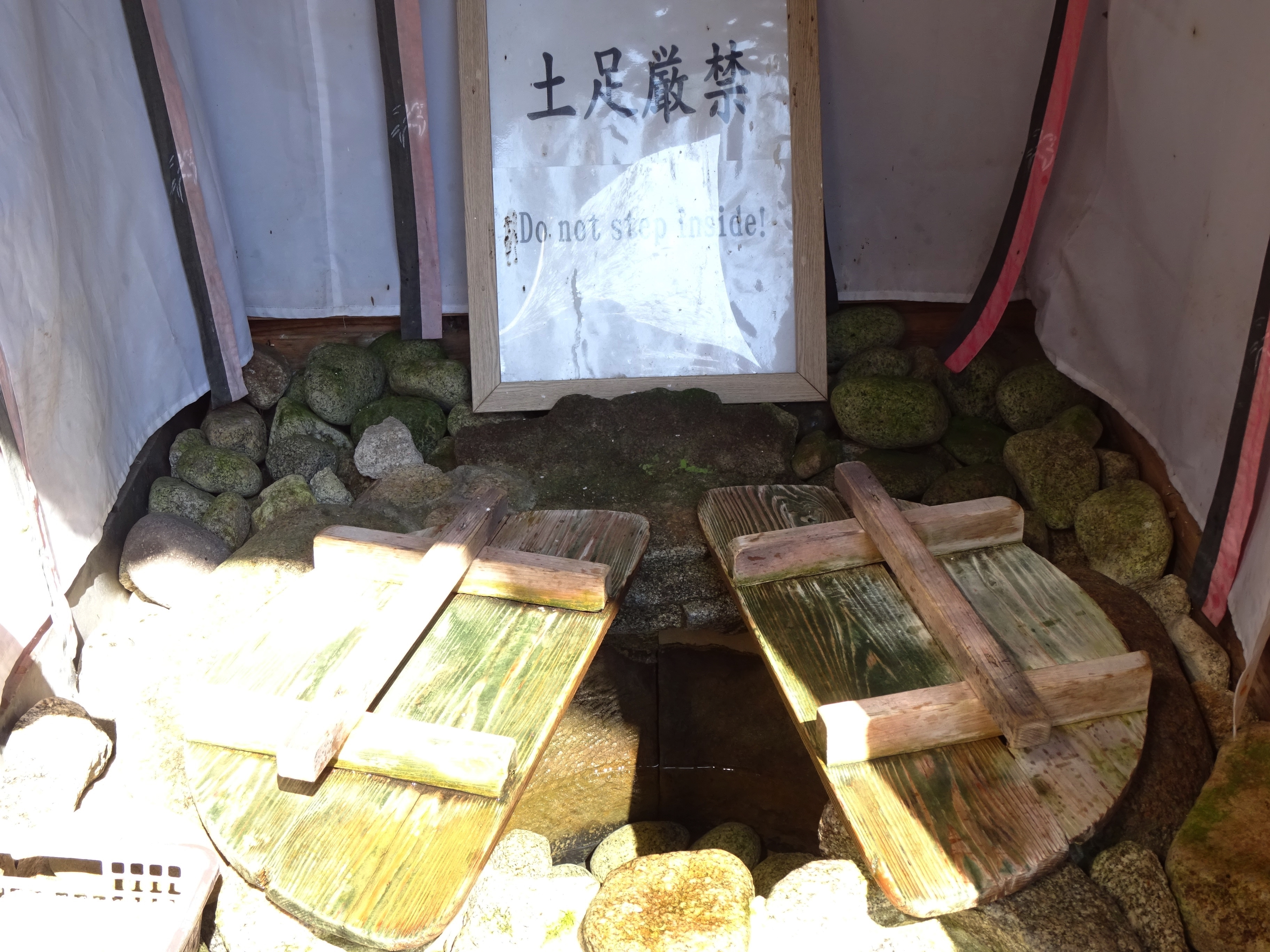
香椎宮「不老水」湧水井

不老水
「ふろうすい」。本殿から北方の山手に所在する霊泉。別名を「御飯（おいい）の水」「老（おい）の水」とも。「不老水」の泉名は、仲哀天皇・神功皇后に仕えた武内宿禰が、この泉の水を汲んで食事・酒を調えて300歳以上という長寿を保ったことによるといい、天平宝字2年（758年）に井戸が補修された際にそう名付けられたとする。一帯は武内宿禰が居住した地として「武内屋敷跡」と称される。この不老水は、毎年正月に綾杉・椎茸とともに皇室に献上される。昭和60年（1985年）には名水百選に選定された。

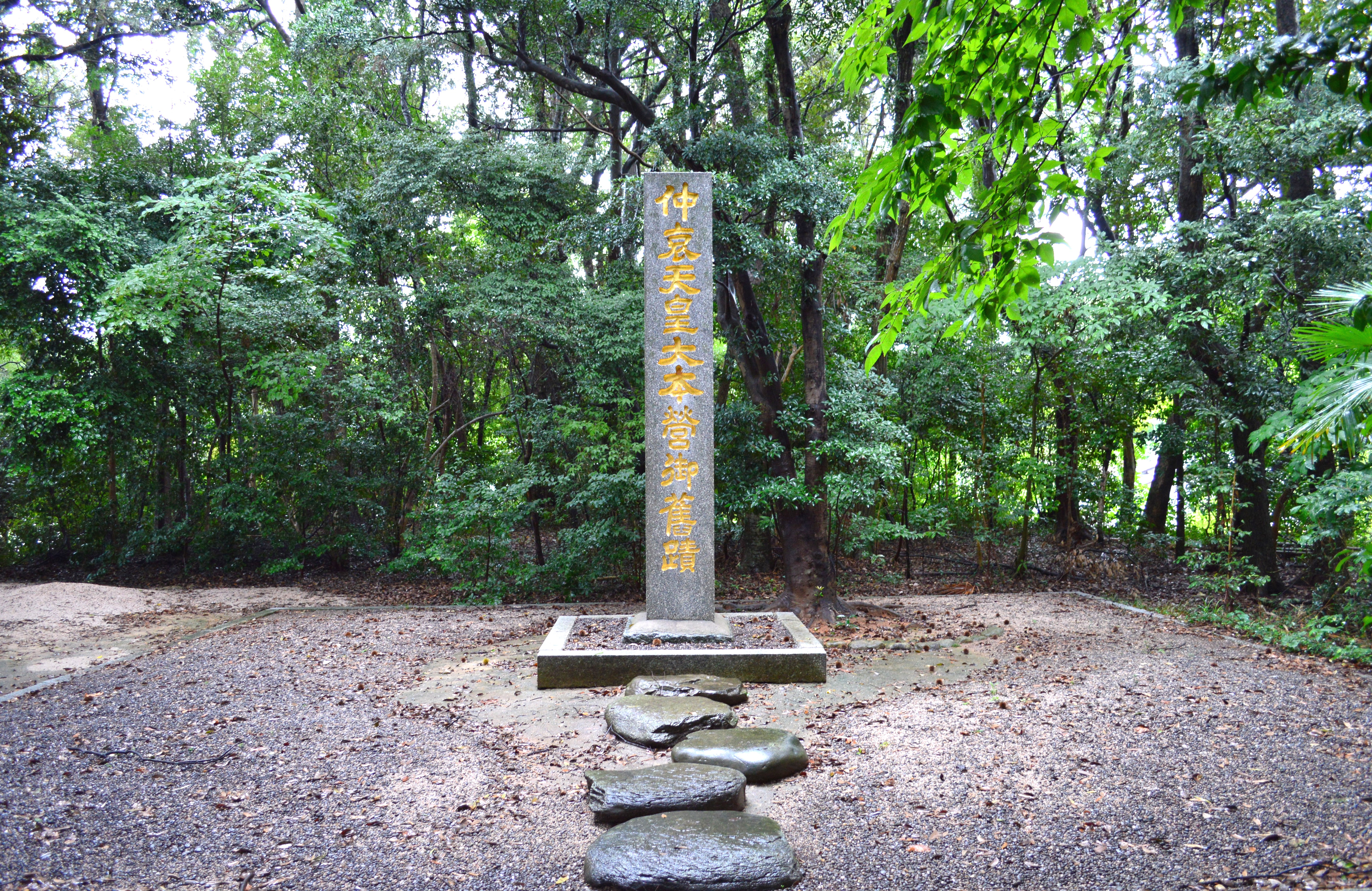
仲哀天皇大本営御旧蹟碑
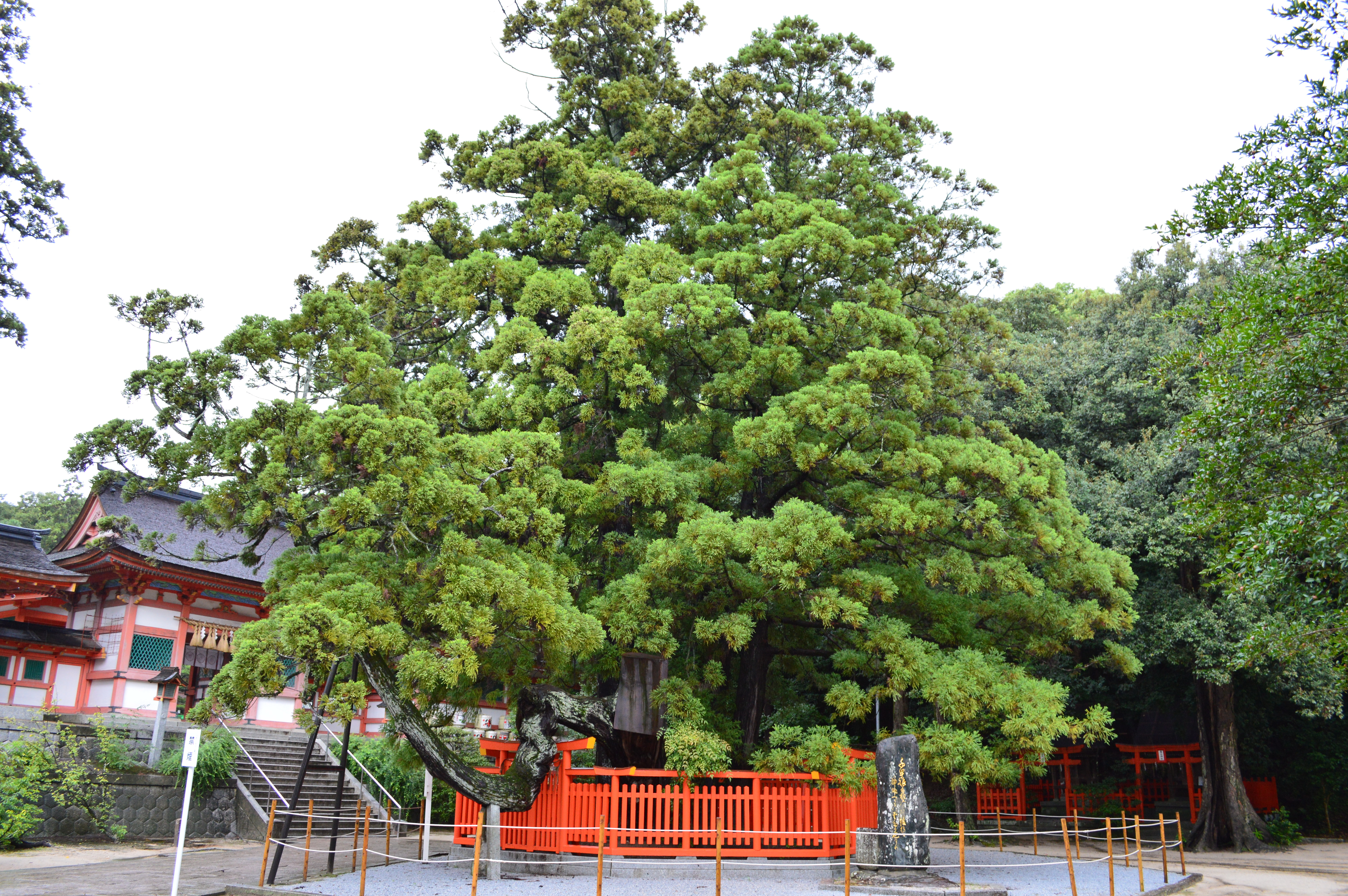
綾杉
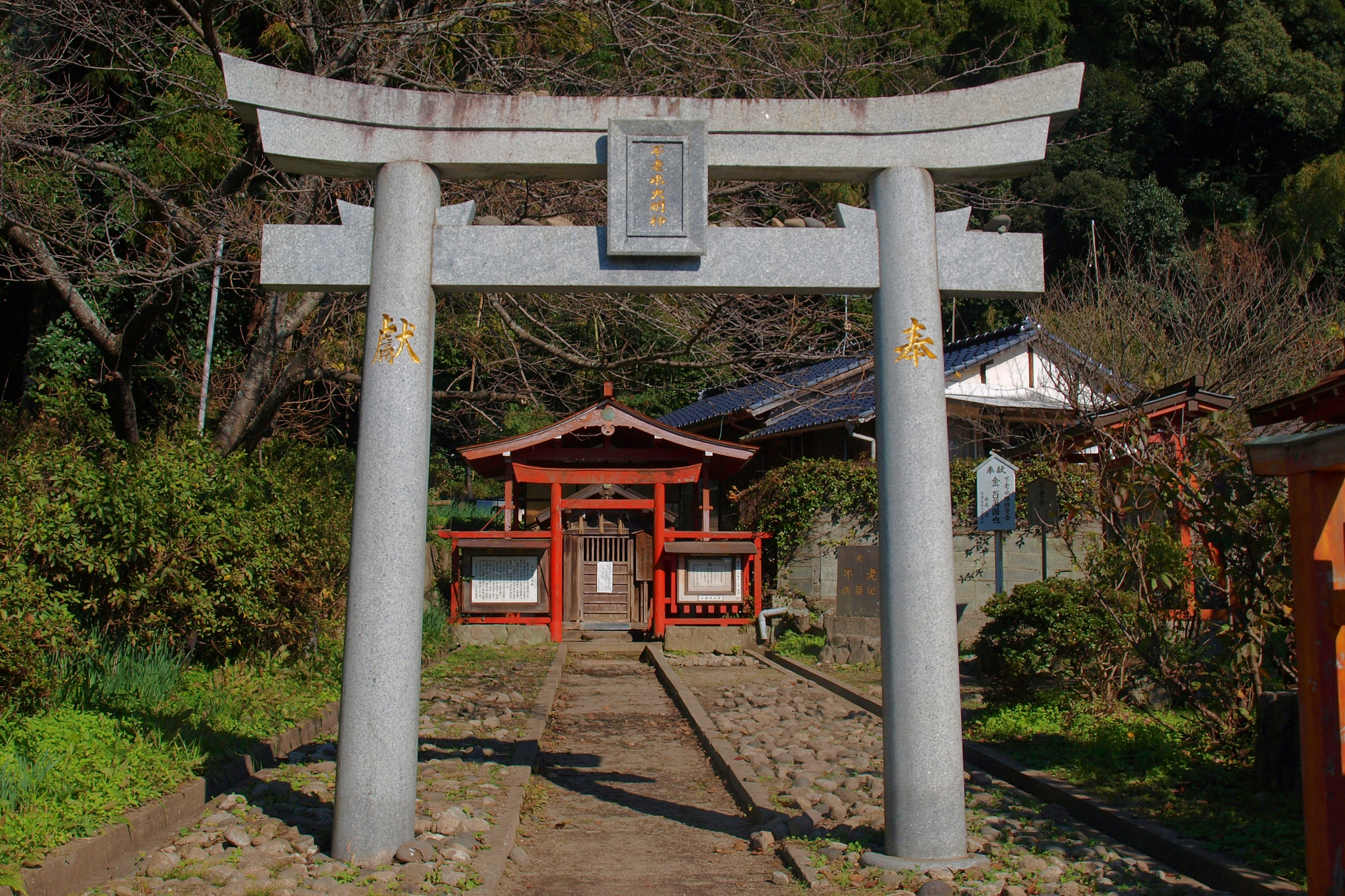
不老水の祠
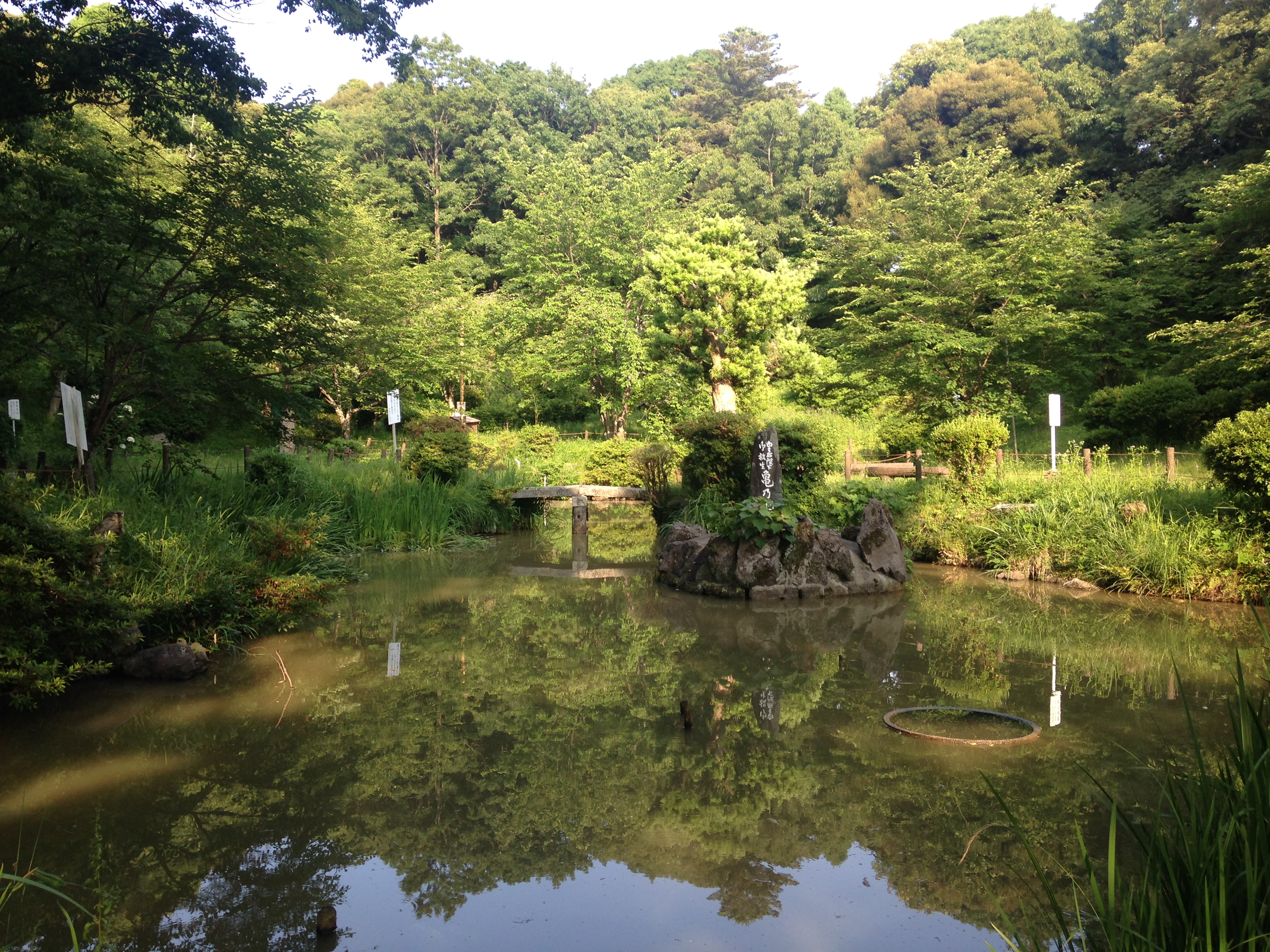
亀の池
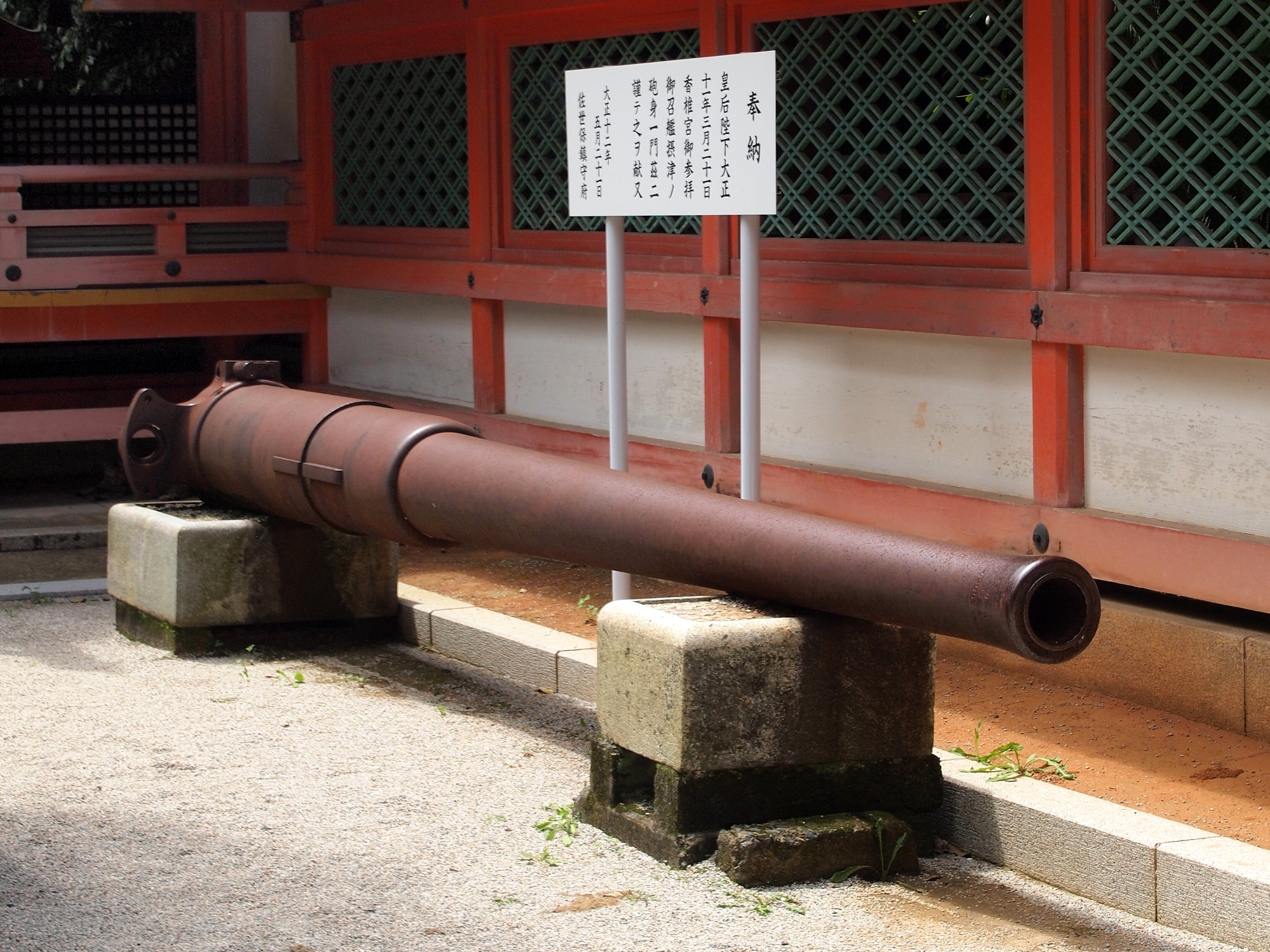
戦艦摂津の大砲 貞明皇后の参拝時に摂津が御召し艦となったことを記念して奉納された。

### 頓宮

頓宮（福岡市東区香椎）

頓宮（とんぐう）、すなわち神幸式の際の神輿の仮宮は、本宮西方の鹿児島本線の勅使道踏切付近の丘に位置する（北緯33度39分16.82秒 東経130度26分36.44秒 / 北緯33.6546722度 東経130.4434556度）。
中世以前は神殿・拝殿も存在したが、中世以後荒廃し神幸も途絶えたという。明治6年（1873年）に神幸式が再興され、明治40年（1907年）には常設の社が建てられ「香椎宮浜殿」とも称された。現在も隔年4月の春季氏子大祭で、氏子が特別な衣装を身にまとい頓宮への神幸が斎行される。
頓宮境内には万葉歌碑として、神亀5年の万葉歌3首が三条実美の揮毫で明治21年（1888年）に建立されている。

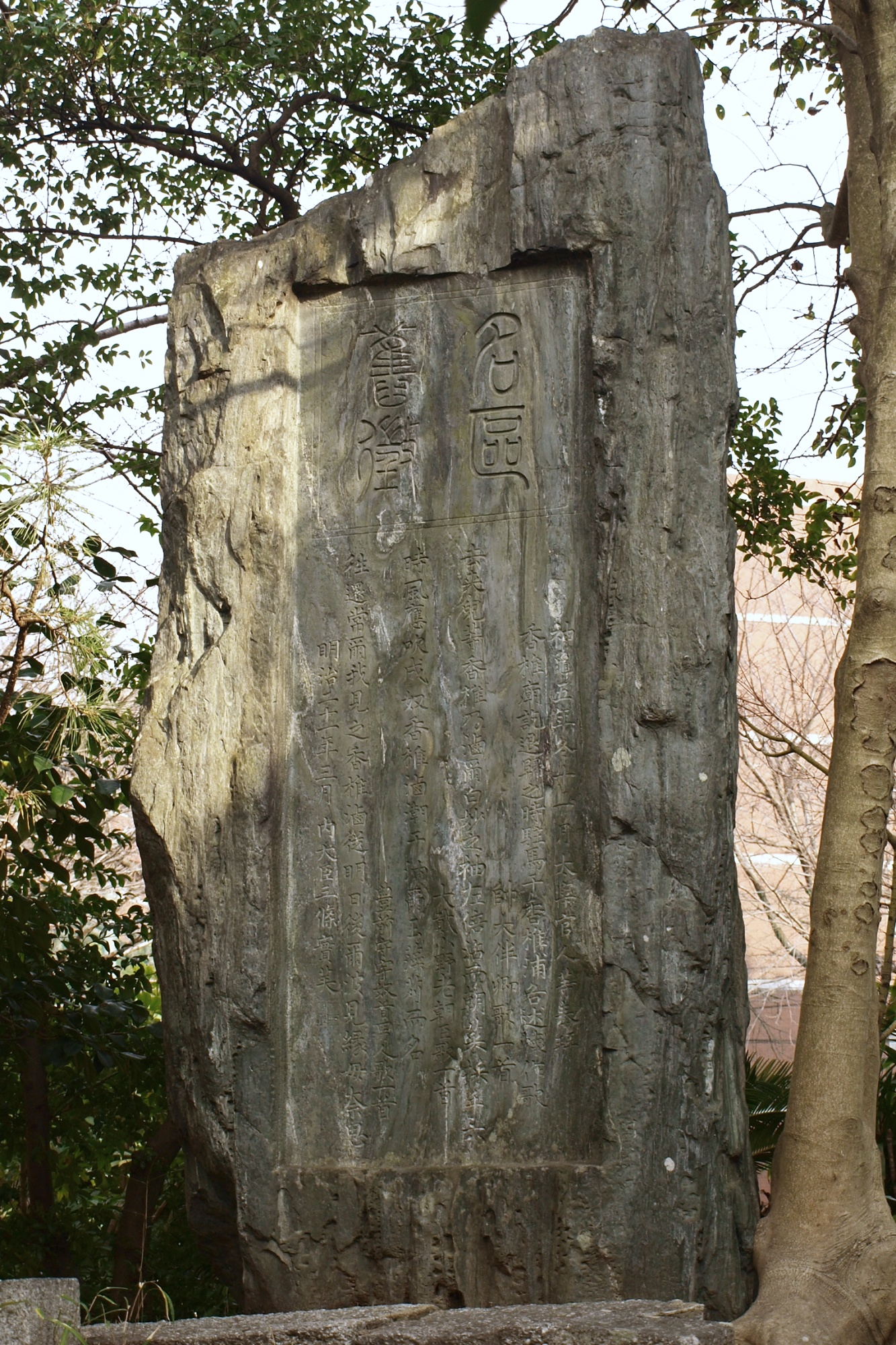
頓宮境内の万葉歌碑

## 参道

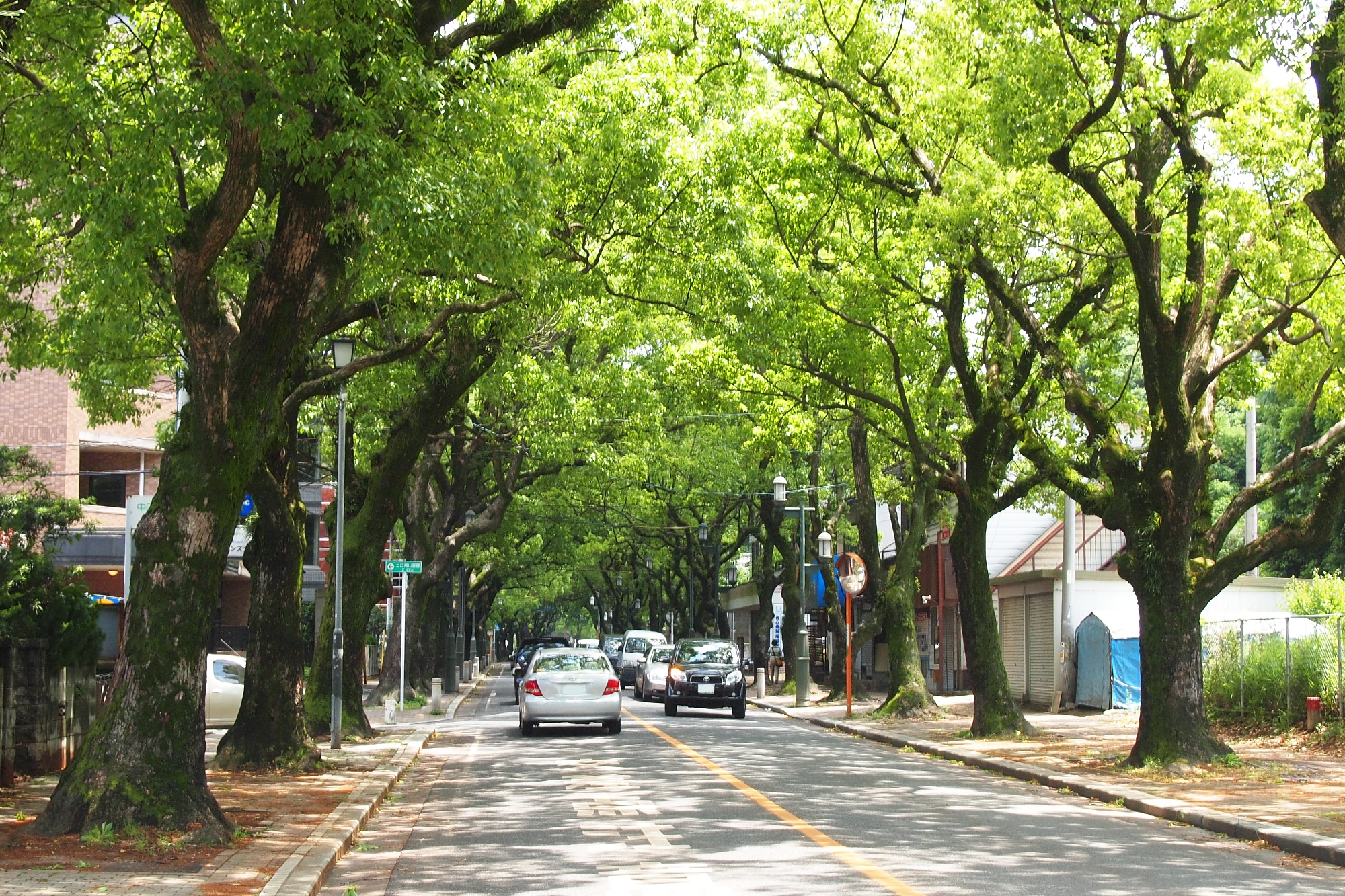
参道（勅使道）

香椎宮から西に伸びる参道は、「勅使道（ちょくしどう）」と称される。古くは神の道として、勅使参向ならびに神幸式の時のみに使用されたという。この勅使道は、頓宮や境外末社濱男神社を経て海岸まで約1キロメートル続く楠の並木道であるが、この並木は大正15年（1926年）に楠の苗木が奉献されて整備されたことによる。勅使道の先には神功皇后ゆかり地という御島（みしま：境外末社御島神社が鎮座）があり、この御島に対峙して陸側に浜鳥居が建てられている（北緯33度39分33.73秒 東経130度26分0.38秒 / 北緯33.6593694度 東経130.4334389度）。なお、かつての海岸線は頓宮や境外末社濱男神社の付近にあったが、現在までに埋め立てが進んでいる。
この勅使道付近一帯では、兜塚・鎧塚・馘塚（みみつか）など神功皇后に関わる伝承地が分布する。

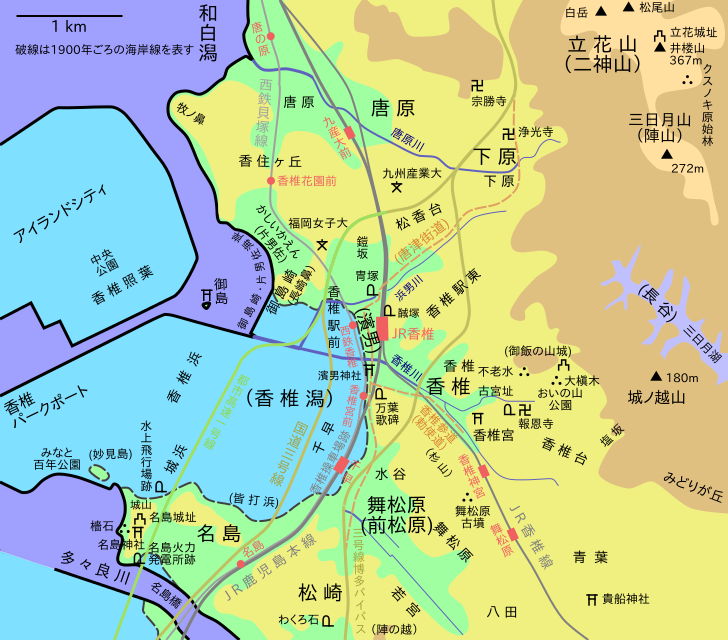
香椎一帯の地図
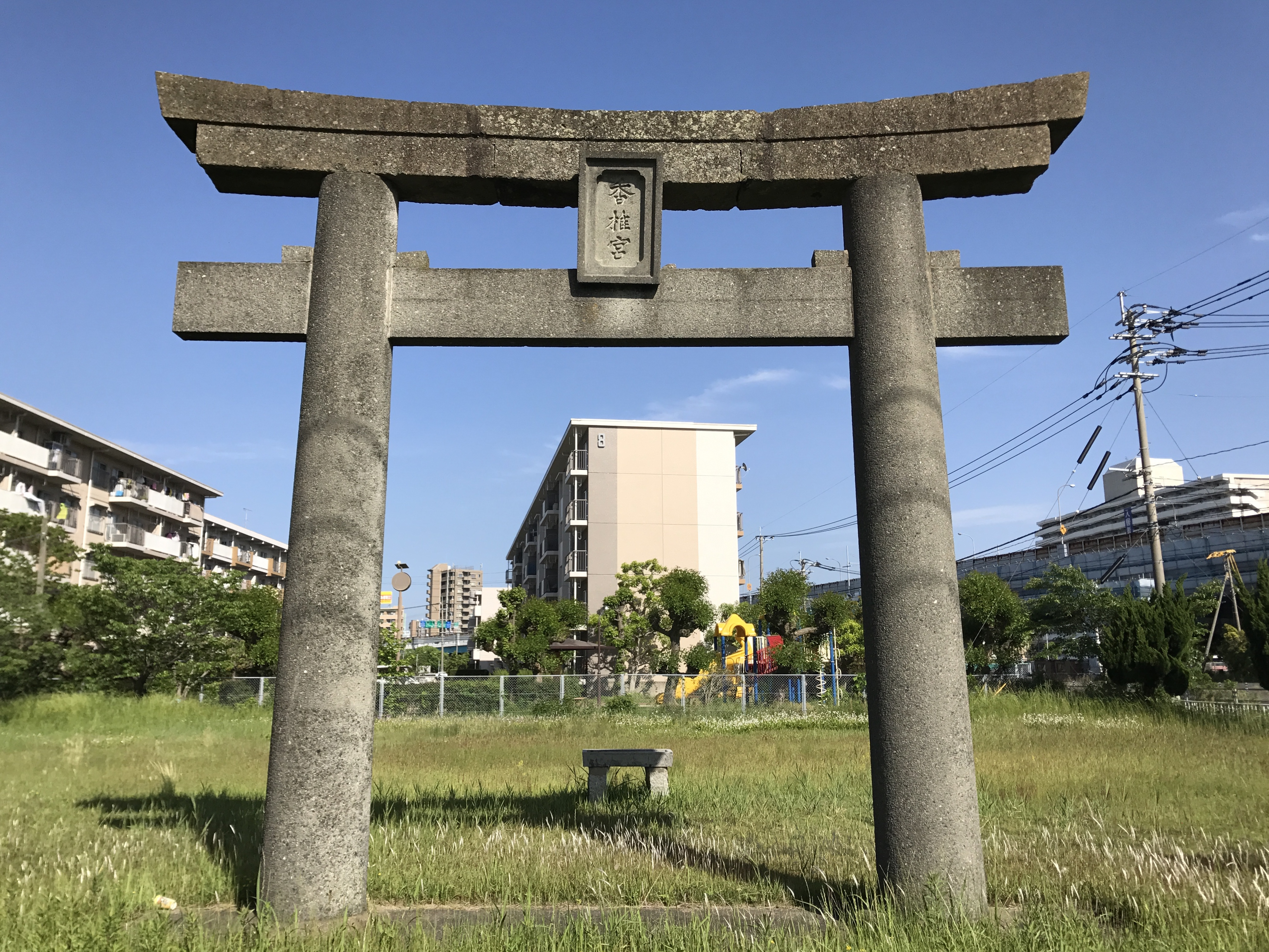
御島崎海岸に位置する浜鳥居

## 摂末社
摂末社として摂社2社（いずれも境内社）・末社10社（境内8社・境外2社）の計12社があるほか、所管社4社（いずれも境外社）を所管する。

### 摂社

武内神社

巻尾神社

- 武内神社
  - 祭神：大臣武内宿袮命
  - 例祭：4月15日

「たけうちじんじゃ」。本宮本殿の西方玉垣外に鎮座。祭神の武内宿袮（武内宿禰）は、仲哀天皇・神功皇后の臣。『延喜式』[原 7]では「橿日廟宮」と併せて「大臣武内宿祢」社のある旨が見える。明治10年（1877年）に摂社に列した[20]。

- 巻尾神社
  - 祭神：中臣烏賊津大連
  - 例祭：7月8日

「まきおじんじゃ」。本宮本殿の東方玉垣外に鎮座。祭神の中臣烏賊津は、仲哀天皇・神功皇后の臣。明治11年（1878年）に摂社に列した[20]。

### 末社
- 境内社[20]
  - 稲荷神社 - 祭神：保食大神、例祭：3月1日。
  - 鶏石神社（けいせきじんじゃ） - 祭神不詳、例祭：9月2日。
  - 朽瀬神社（くちせじんじゃ） - 祭神：羽田矢代宿祢（武内宿祢の子、社家本郷氏の祖）、例祭：7月24日。
  - 平野神社 - 祭神：大鷦鷯天皇（仁徳天皇）、例祭：3月1日。
  - 印鑰神社（いんやくじんじゃ） - 祭神：蘇我石川宿祢（武内宿祢の子、社家石川氏の祖）、例祭：7月23日。
  - 高陪神社（こうべじんじゃ） - 祭神：大宮司武内宿祢氏連（武内宿祢後裔で、香椎宮創建時の大宮司）、例祭：7月24日。
  - 早辻神社（はやつじじんじゃ） - 祭神：大伴武以大連（御田氏氏神）・清原真人氏貞（清原氏祖神）、例祭：7月16日。
  - 弁財天社 - 祭神：市杵島姫命、例祭：5月己巳日・9月己巳日。

- 境外社[20]

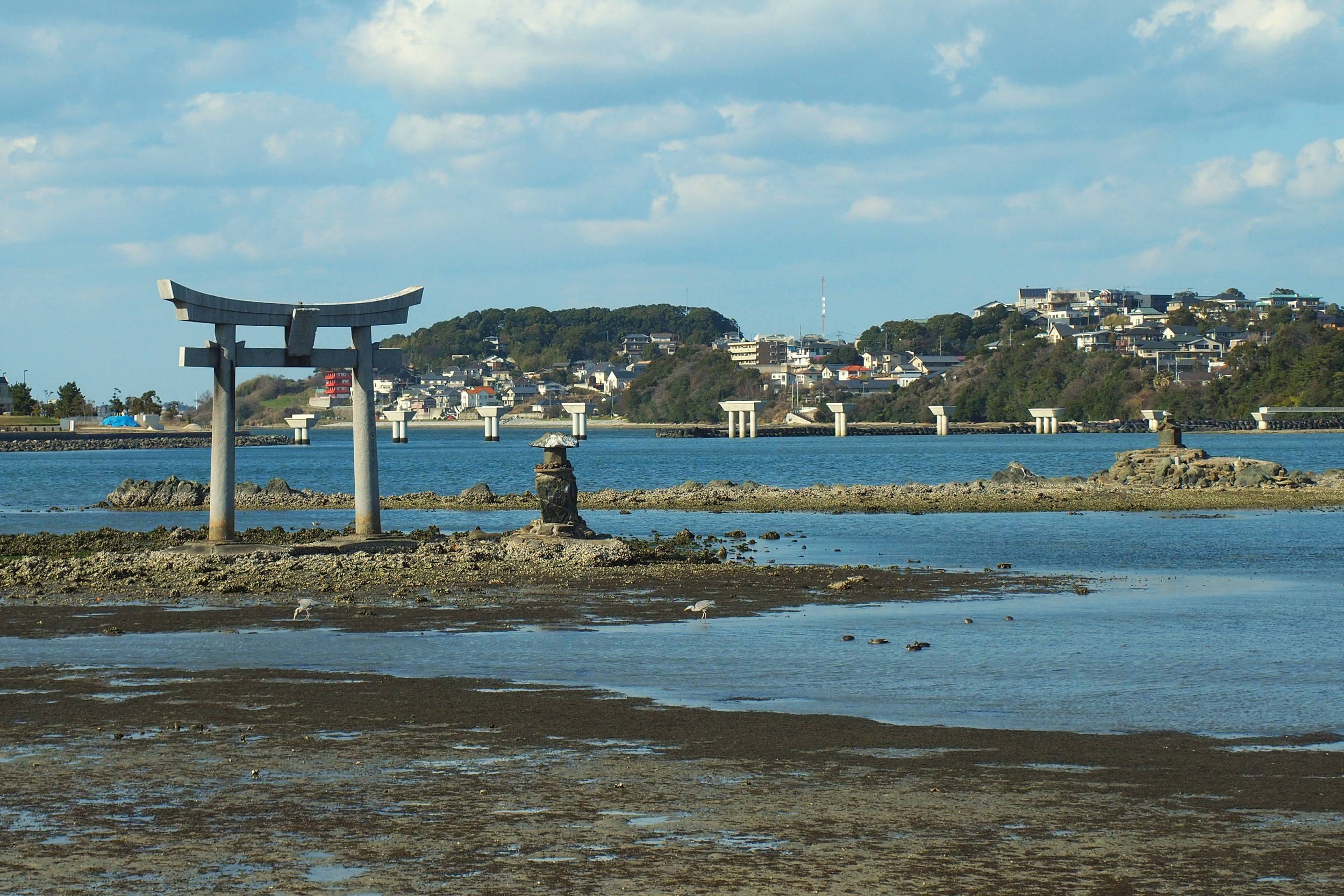
御島神社

  - 濱男神社（はまおじんじゃ、浜男神社、北緯33度39分22.10秒 東経130度26分35.46秒 / 北緯33.6561389度 東経130.4431833度）
祭神不詳、例祭：7月24日。本宮境内から西方の頓宮近くに鎮座する[21]。
  - 御島神社（みしまじんじゃ、三島神社、北緯33度39分40.61秒 東経130度25分46.27秒 / 北緯33.6612806度 東経130.4295194度）
祭神：綿津見神、例祭：8月15日。本宮境内から西方の海中の大岩（御島）上に鎮座する。この御島は神功皇后が神々の教えの当否を占った地と伝える。8月15日の例祭では神饌を海に流す神事を行う[6]。

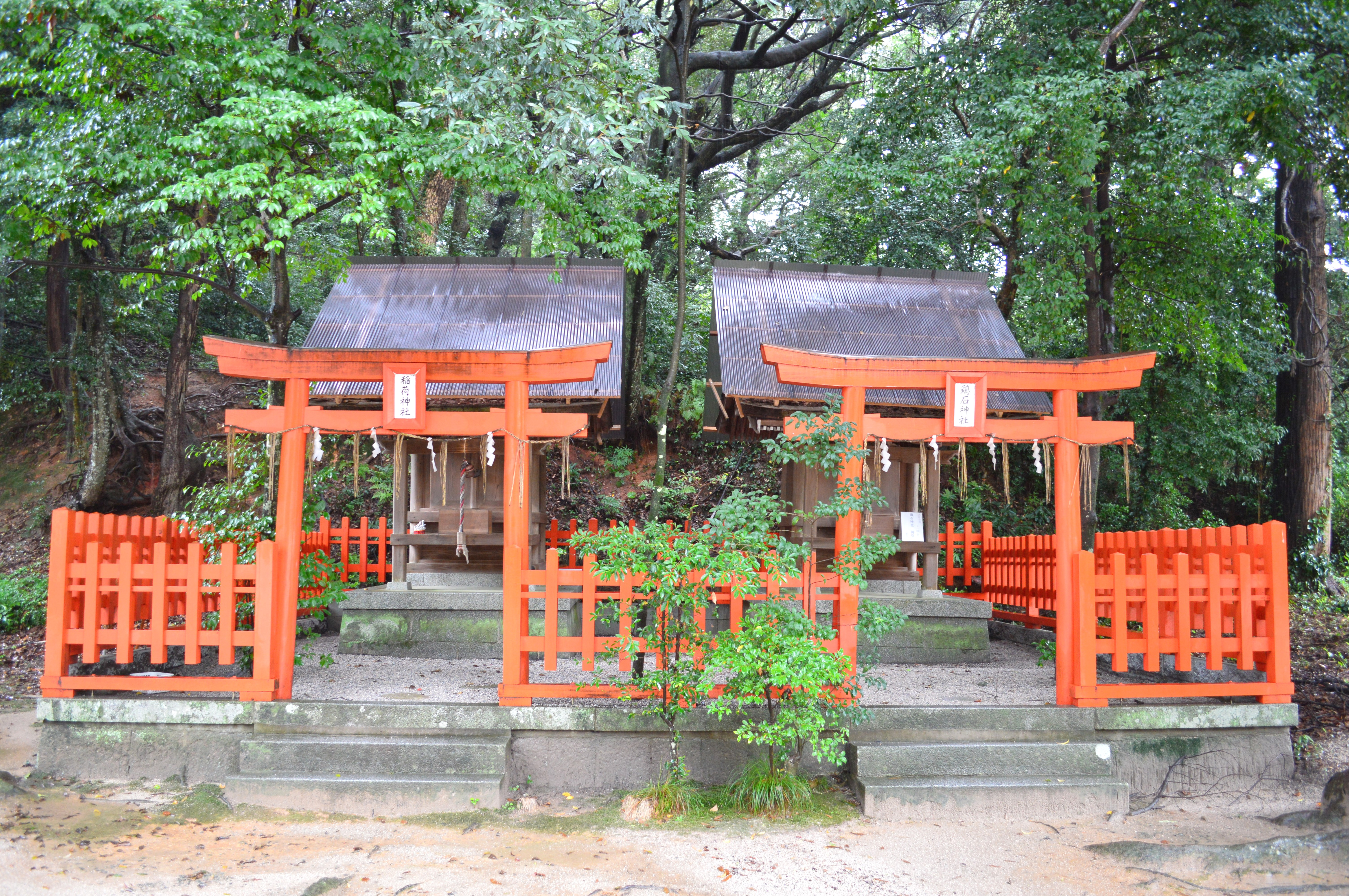
稲荷神社（左）・鶏石神社（右）
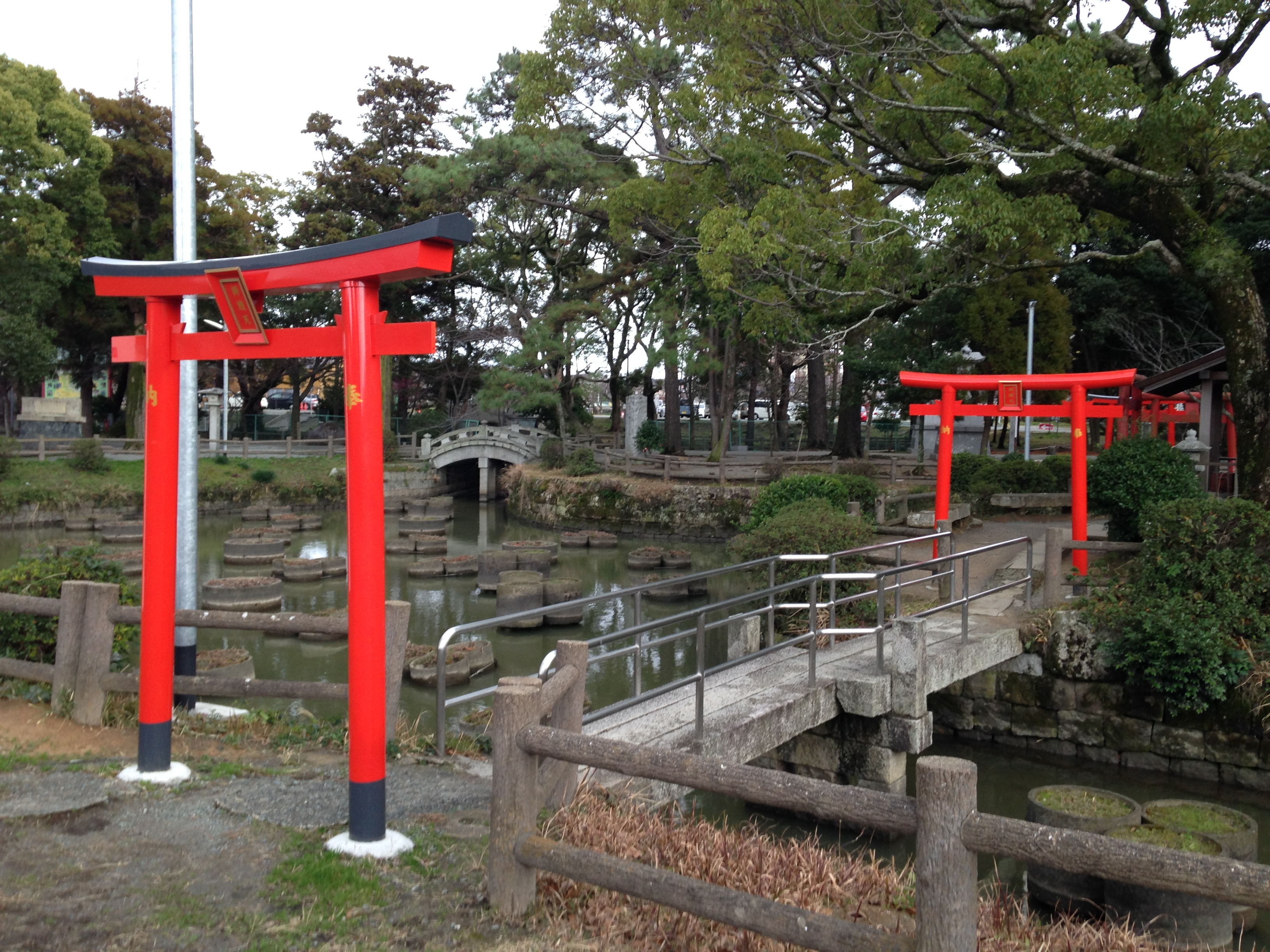
弁財天社
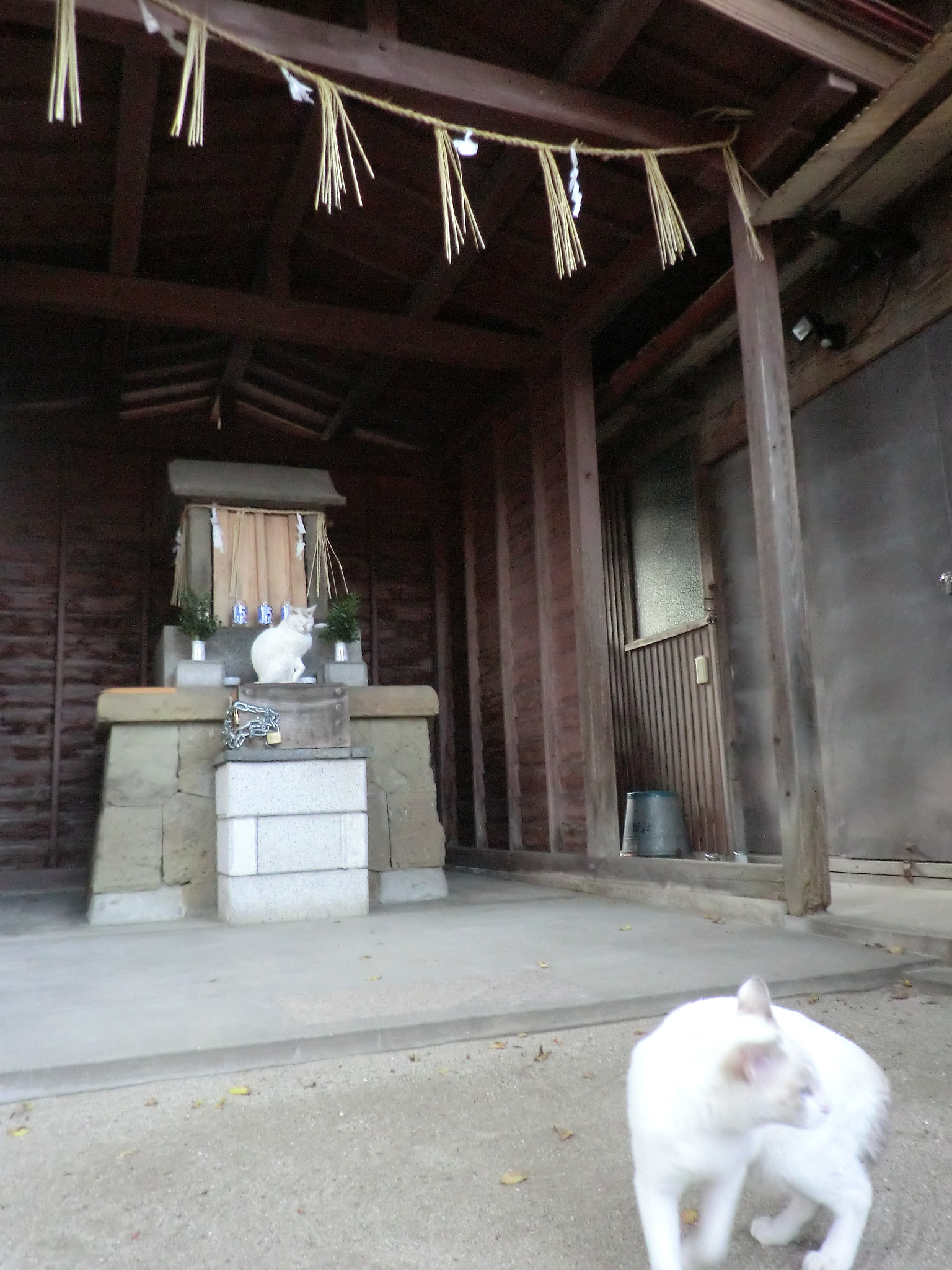
濱男神社（区画整理前の2015年）

### 関係社
関係社は次の4社。
- 名島神社（なじまじんじゃ） - 祭神：宗像神。福岡市東区の名島に鎮座。
- 大神神社（おおみわじんじゃ） - 祭神：大物主神。福岡市東区上和白に鎮座。
- 川上神社 - 祭神：豊姫命。糟屋郡新宮町原上に鎮座。
- 綿津見神社（龍王社） - 祭神：綿津見神。福岡市東区三苫に鎮座。

## 祭事

### 勅祭
勅祭社たる香椎宮では、式年祭として勅祭（ちょくさい）が10年に一度の10月9日に斎行される。この勅祭は、天皇から派遣された勅使が香椎宮に奉幣を行う祭事である。
国史によれば、香椎宮には度々奉幣使が遣わされたことが知られるが、これは鎌倉時代に途絶えたという。江戸時代に入り寛保4年/延享元年（1744年）に再興され、その後は60年に一度の甲子年に参向することとなった。そして大正14年（1925年）に10年に一度の参向に改められ、現在に至っている。

### 年間祭事
香椎宮で年間に行われる祭事の一覧。
- 月次祭 （毎月1日・6日・17日） - 6日は仲哀天皇の月命日（紀：旧暦2月6日崩御）、17日は神功皇后の月命日（紀：旧暦4月17日崩御）。
- 歳旦祭 （1月1日）
- 節分祭 （2月3日）
- 紀元祭 （2月11日）
- 祈年祭 （2月17日）
- 古宮祭 （3月6日） - 仲哀天皇の正忌日（旧暦）。
- 春季氏子大祭 （4月17日に近い日曜） - 神功皇后の忌日（新暦）。獅子楽奉納。
  - 神幸式（じんこうしき）（隔年で2日間）
春季氏子大祭のうち隔年に、神輿3基が伝統的な行列とともに頓宮まで神幸（お下り）、次いで本宮に還幸（お上り）する神事。江戸時代でも斎行されていたが、明治維新後の一時期に中断、次いで明治6年（1873年）に再興された。現在はお下り・お上り1日ずつの2日間で行われ、神功皇后の陣容を模すといわれる神幸行列が練り歩くほか、頓宮では獅子楽などの芸能が奉納される[6][8][25]。
- 追遠記念祭 （4月29日）
- 扇としょうぶ祭 （6月の第2土曜・日曜）
- 夏の大祓 （6月30日）
- 秋季氏子大祭 （10月17日に近い日曜） - 獅子楽奉納、流鏑馬神事。
- 例祭 （10月29日）
- 文化の日祭 （11月3日）
- 御加列記念祭 （11月10日）
- 七五三祭 （11月1日-30日）
- 新嘗祭 （11月23日）
- 古宮祭 （12月6日）
- 天長祭 （12月23日）
- 御煤拂祭 （12月29日）
- 冬の大祓、除夜祭 （12月31日）

以上の祭のうち、春季・秋季の大祭では獅子楽が奉納される。獅子楽奉納の起源は明らかとなっていないが、寛保4年/延享元年（1744年）の勅祭再興の際の奉納が知られる。この獅子楽は福岡県指定無形民俗文化財に指定されている。

## 文化財

### 重要文化財（国指定）
- 本殿（附 棟札8枚）（建造物） - 大正11年4月13日指定[15][16]、昭和41年6月11日棟札を附指定[2]。

### 福岡県指定文化財
- 無形民俗文化財
  - 香椎宮奉納獅子楽 - 昭和36年10月21日指定[26][27]。

### 福岡市指定文化財
- 有形文化財
  - 香住ヶ丘古墳出土の三角縁神獣鏡（考古資料） - 古墳自体は現在は消滅。平成18年指定[28]。

### その他
- 黄金燈籠 1対 - 貞明皇后奉献[6]。

## 登場作品
- 『万葉集』巻6より3首

| 「                                   | 冬十一月大宰官人等奉拜香椎廟訖退歸之時馬駐于香椎浦各述作懐歌 いざ子ども 香椎の潟に 白栲の 袖さへ濡れて 朝菜摘みてむ | 」 |
| —大宰帥大伴旅人、『万葉集』巻6 957番 | |    |

| 「                                   | 時つ風 吹くべくなりぬ 香椎潟 潮干の浦に 玉藻刈りてな | 」 |
| —大宰大弐小野老、『万葉集』巻6 958番 |                                                      |    |

| 「                                   | 行き帰り 常に我が見し 香椎潟 明日ゆ後には 見むよしもなし | 」 |
| —豊前守宇努男人、『万葉集』巻6 959番 |                                                          |    |

- 『新古今和歌集』巻19 神祇より、読人知らずの1首

| 「                                            | 千早振 かしひの宮の あや杉は 神のみそぎに たてる成けり | 」 |
| —読人不知、『新古今和歌集』巻19 神祇、01888番 |                                                        |    |

## 現地情報
所在地
- 福岡県福岡市東区香椎4-16-1

交通アクセス
- 鉄道
  - 九州旅客鉄道（JR九州）香椎線 香椎神宮駅 （徒歩3分）
  - 西日本鉄道（西鉄）貝塚線 香椎宮前駅 （徒歩約10分）
  - 九州旅客鉄道（JR九州）鹿児島本線・香椎線 香椎駅 （徒歩約20分）
- バス
  - 西鉄バスで「香椎宮しょうぶ園前」バス停下車 （下車後徒歩すぐ）
- 車
  - 福岡高速1号香椎線香椎浜出入口より2.5㎞。駐車場：有り

### 原典
1. 1 2 3  『万葉集』第6 957番-959番（神道・神社史料集成参照）。
2. 1 2  『日本三代実録』貞観18年（876年）正月25日条（神道・神社史料集成参照）。
3. 1 2  『萬葉集註釈』巻4所引『筑前国風土記』逸文。
4. ↑  『続日本後紀』承和5年（838年）3月甲申（27日）条（神道・神社史料集成参照）。
5. ↑  『日本三代実録』貞観18年（876年）正月25日条（神道・神社史料集成参照）。
6. 1 2  『延喜式』巻18（式部上）神宮司条（神道・神社史料集成参照）。
7. 1 2 3  『延喜式』巻18（式部上）橿日廟条（神道・神社史料集成参照）。
8. ↑  『新撰姓氏録』摂津国皇別 韓矢田部造条。
9. ↑  『続日本紀』天平9年（737年）4月乙巳（1日）条（神道・神社史料集成参照）。
10. ↑  『続日本紀』天平宝字3年（759年）8月己亥（6日）条（神道・神社史料集成参照）。
11. ↑  『続日本紀』天平宝字6年（762年）11月庚寅（16日）条（神道・神社史料集成参照）。
12. ↑  『日本後紀』弘仁元年（810年）12月壬午（16日）条（神道・神社史料集成参照）。
13. ↑  『続日本後紀』天長10年（833年）4月壬戌（5日）条（神道・神社史料集成参照）。
14. ↑  『延喜式』巻23（民部式）太宰府仕丁条。